# Lista de pessoas LGBT indicadas ao Oscar
Esta lista detalha lésbicas, gays, bissexuais, transgêneros e pessoas queer que foram indicadas ou receberam Oscars. Os indivíduos são identificados como queer, embora possam não ter se identificado pública ou pessoalmente no momento de sua nomeação.

## Melhor Ator em Papel Principal

### Indivíduos confirmados

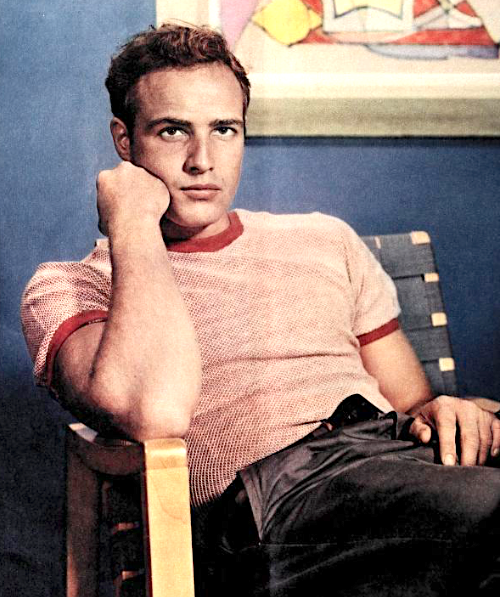
Marlon Brando, bissexual, vencedor de 2 Oscars, indicado a 8.

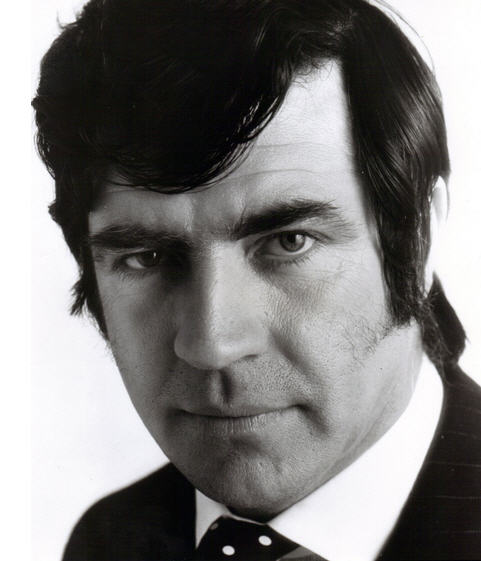
Sir Alan Bates, bissexual, indicado a 1 Oscar.

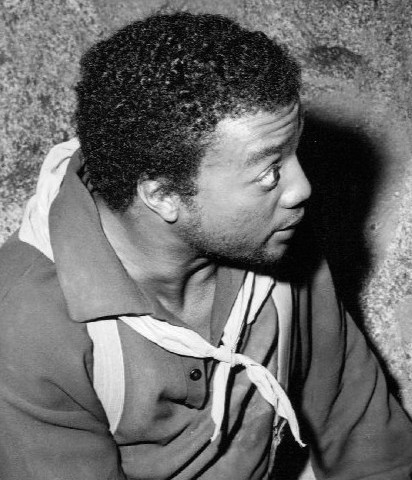
Paul Winfield, gay, indicado a 1 Oscar.

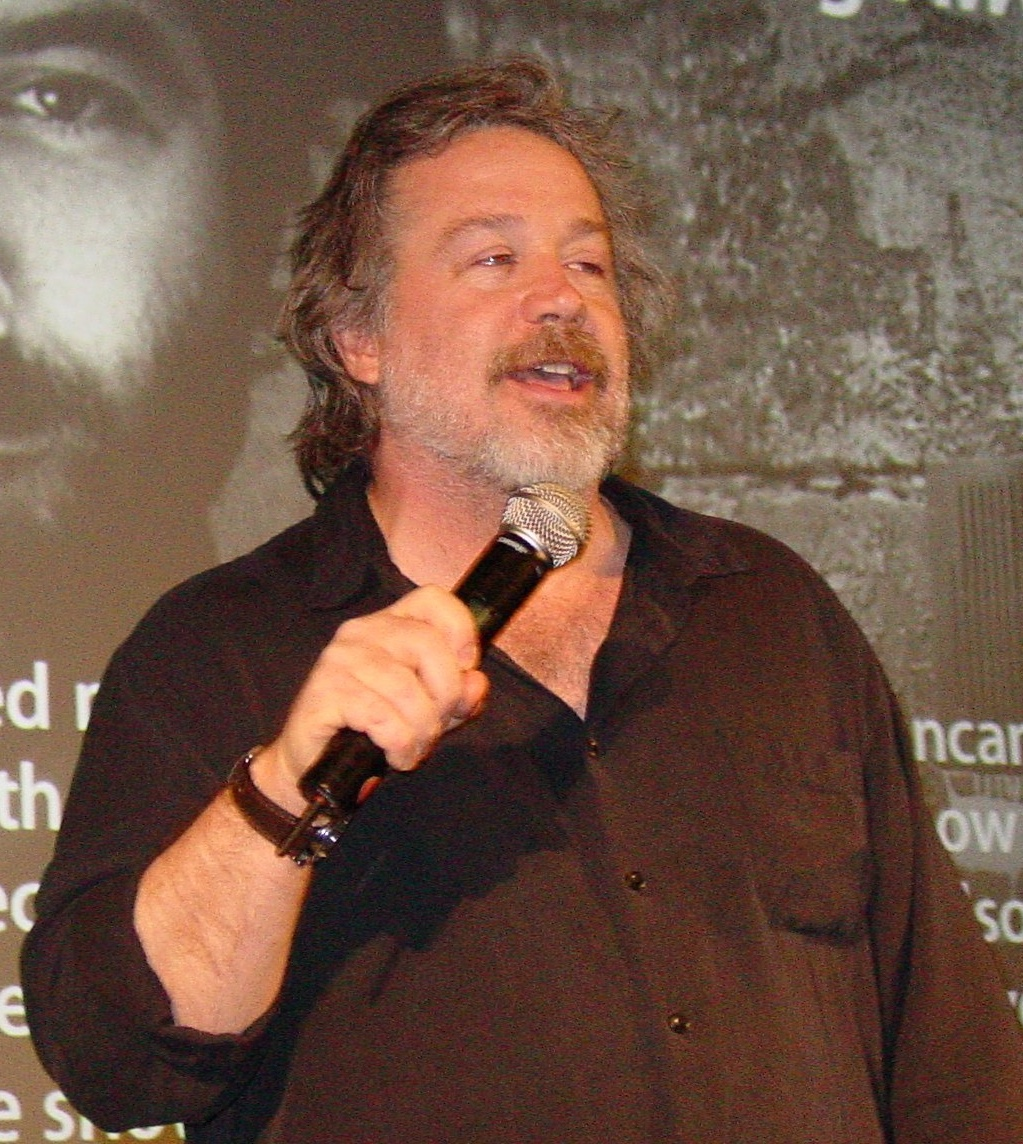
Tom Hulce, gay, indicado a 1 Oscar.

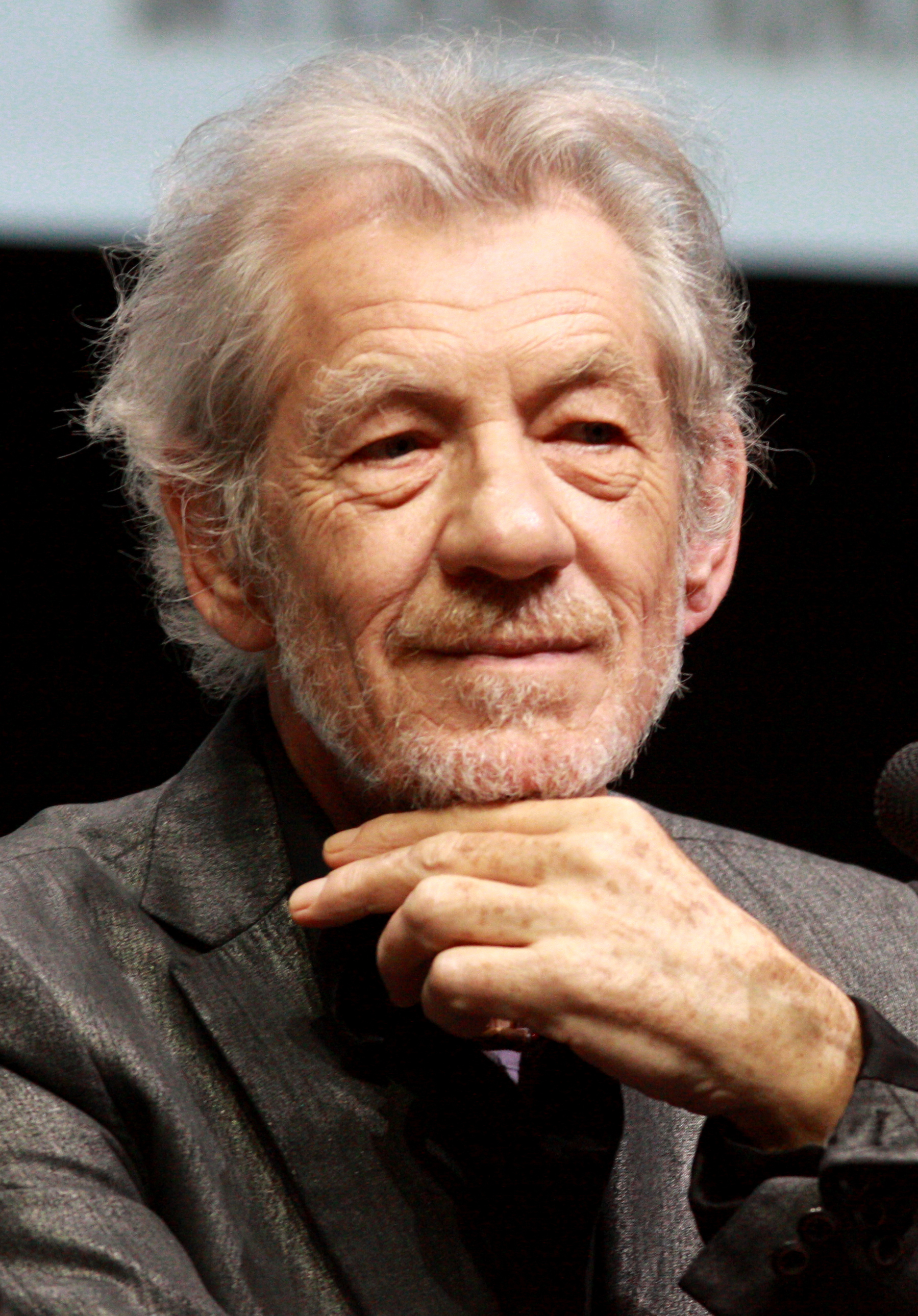
Sir Ian McKellen, gay, indicado a 2 Oscars.

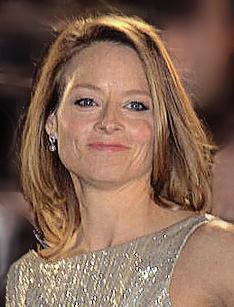
Jodie Foster, vencedora de 2 Oscars, indicada a 5.

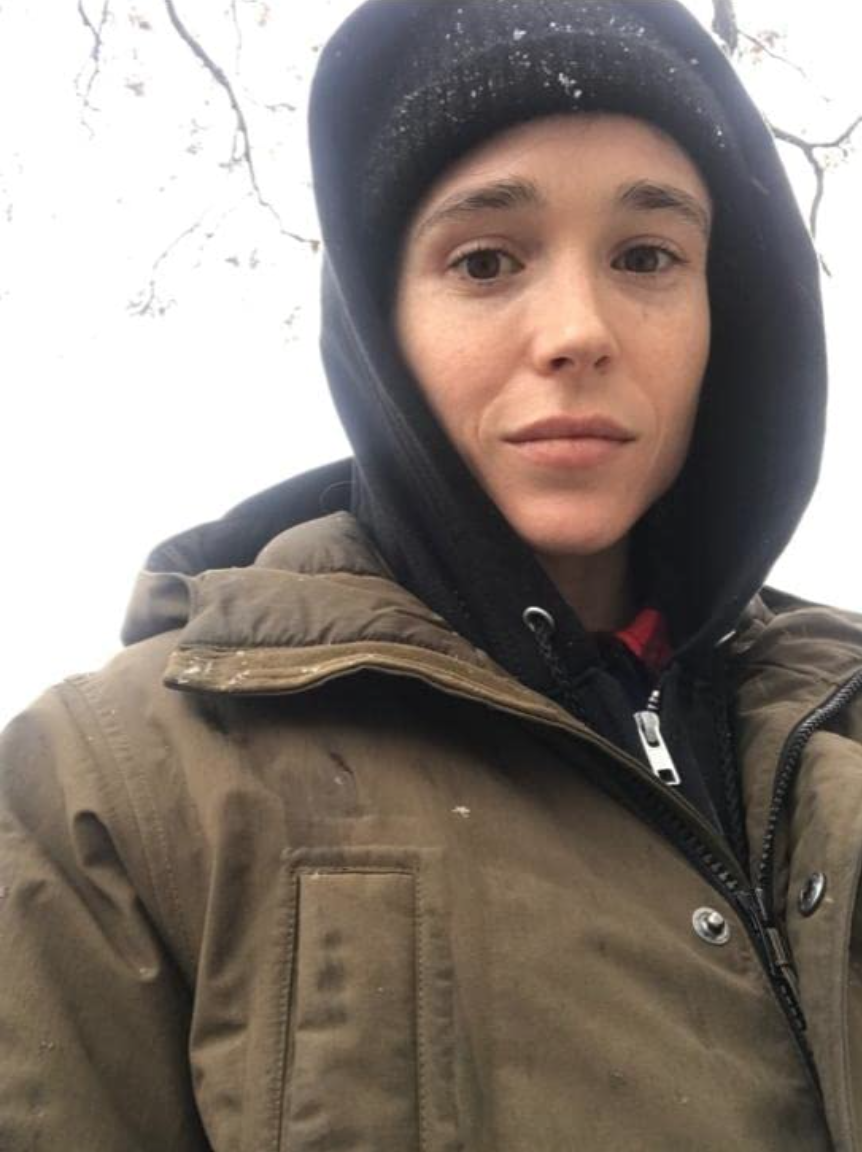
Elliot Page, trans não binário e queer, indicado a 1 Oscar.

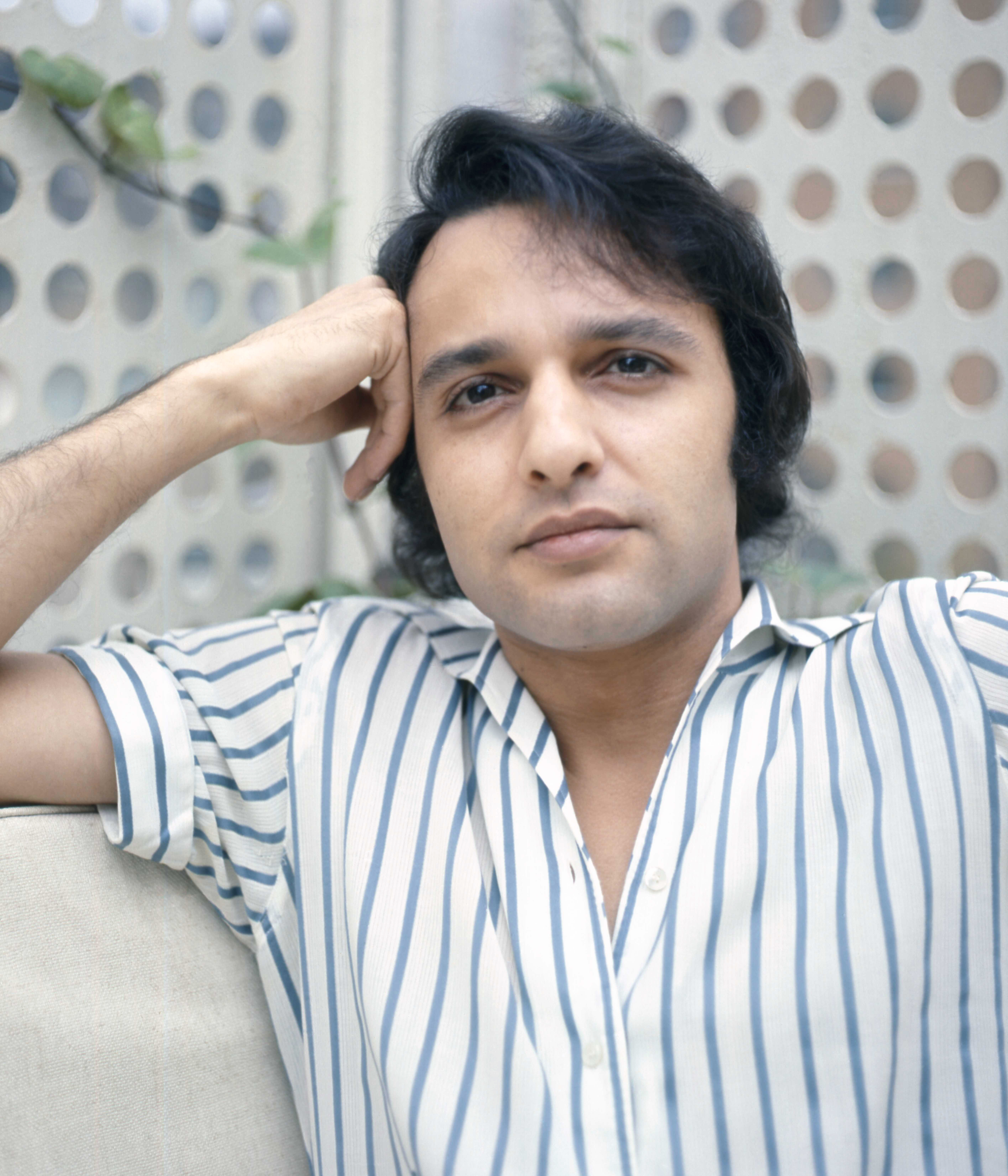
Sal Mineo, bissexual, indicado a 2 Oscars.

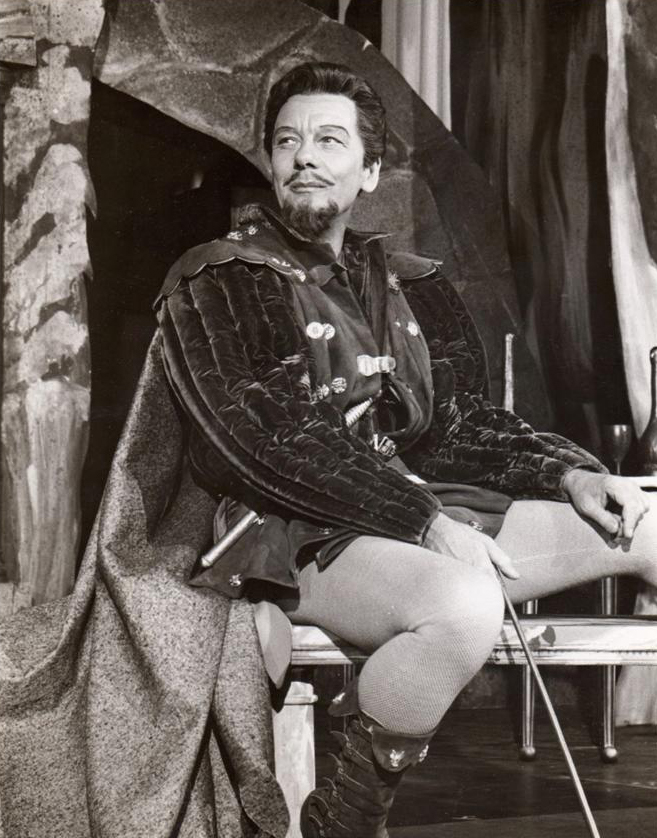
Sir John Gielgud, gay, vencedor de 1 Oscar, indicado a 2.

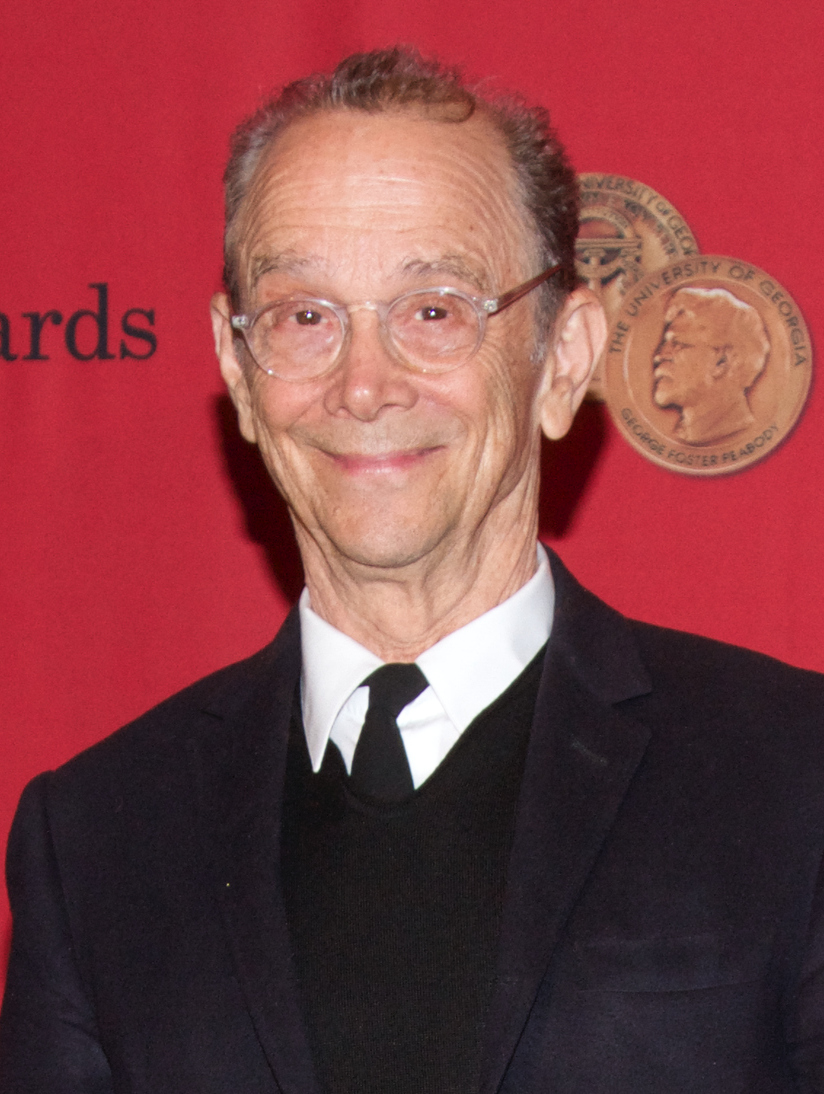
Joel Grey, gay, vencedor de 1 Oscar.

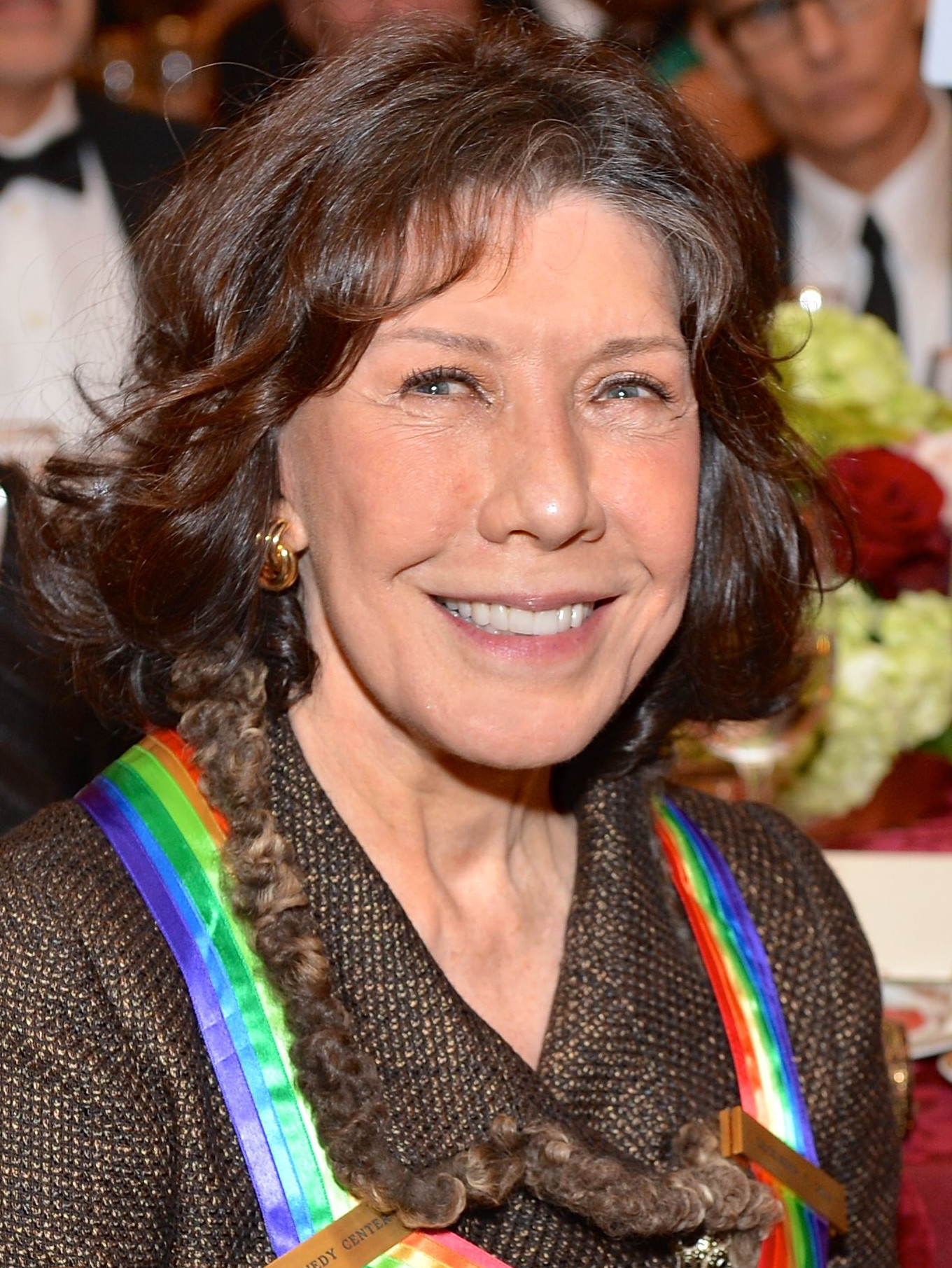
Lily Tomlin, lésbica, indicada a 1 Oscar.

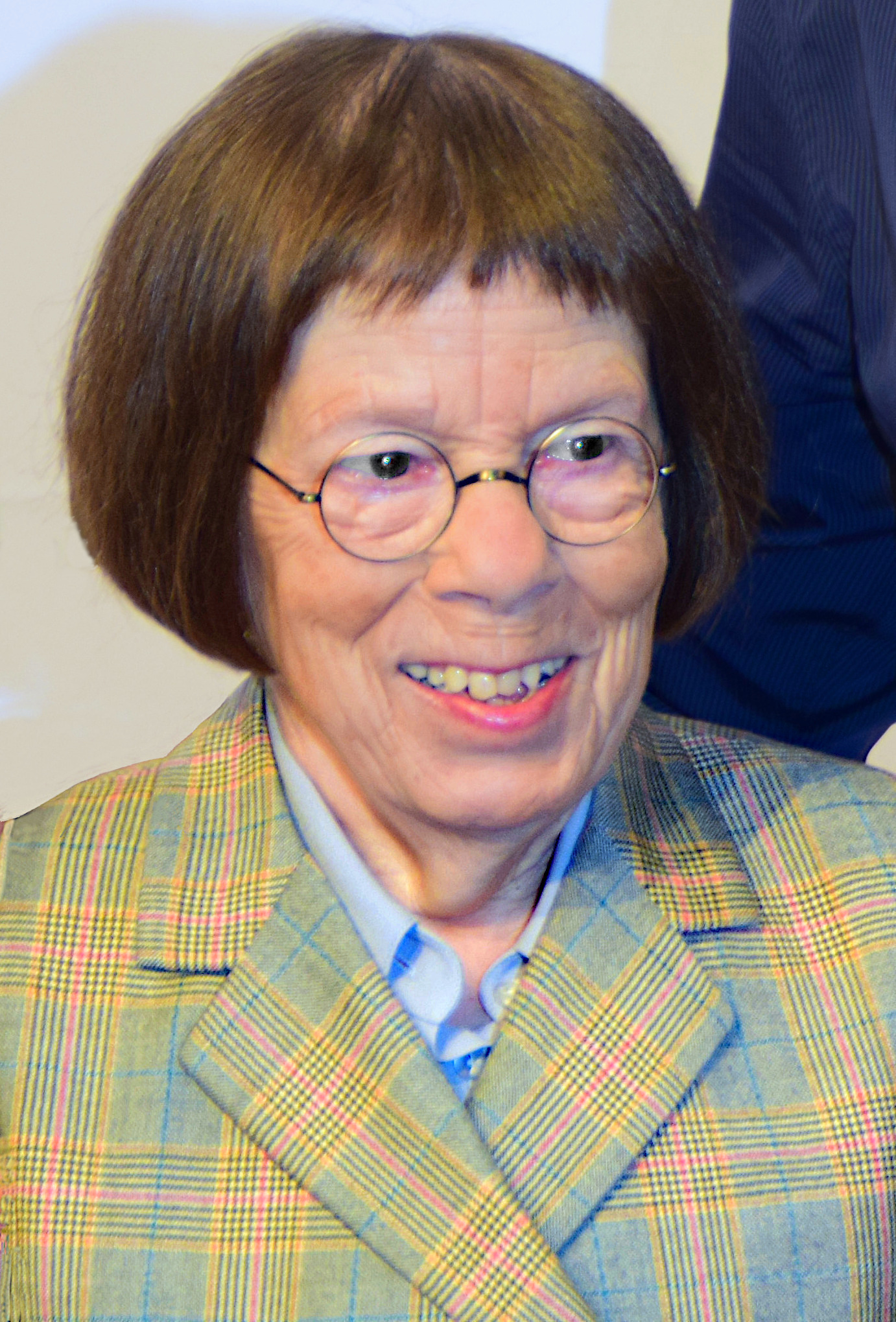
Linda Hunt, lésbica, vencedora de 1 Oscar.

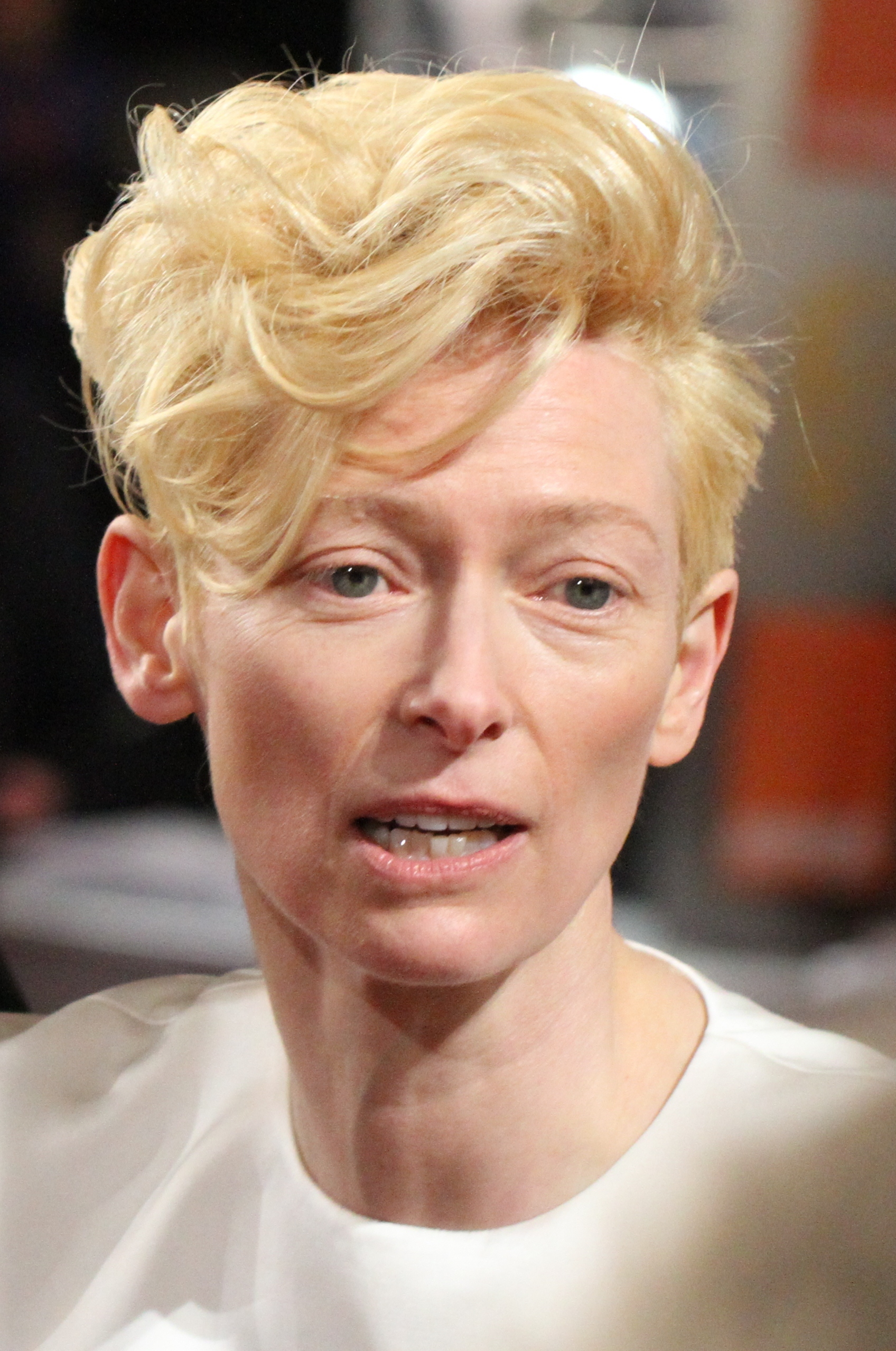
Tilda Swinton, queer, vencedora de 1 Oscar.

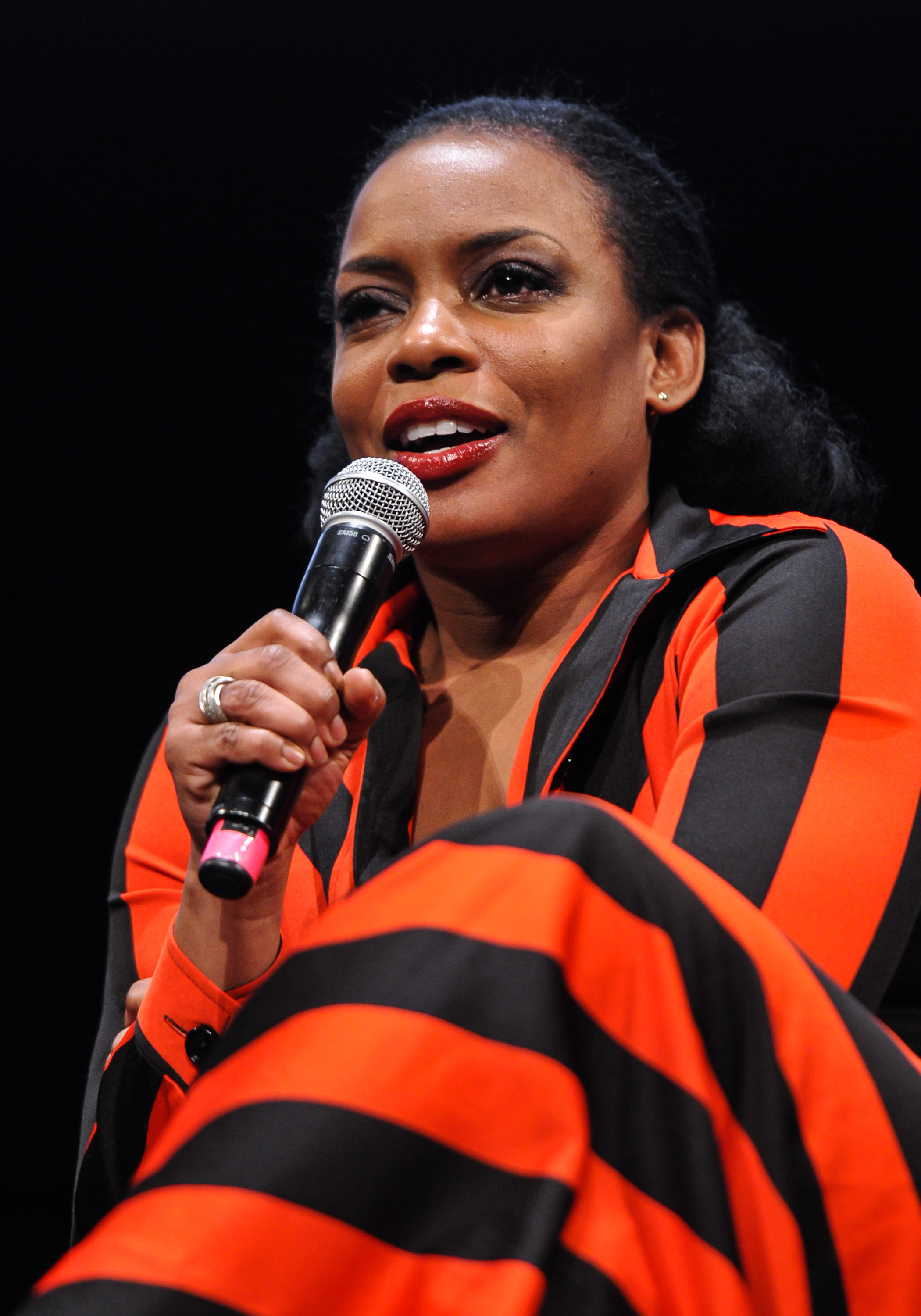
Aunjanue Ellis, bissexual, indicada a 1 Oscar.

| Oscar de Melhor Ator em Papel Principal |                 |                            |                                |                  |            |                    | |            |
| Ano                                     | Nome            | Filme                      | Personagem                     | Status           | Demografia | Assumido na época? | Observação | Referência |
| 1951                                    | Marlon Brando   | A Streetcar Named Desire   | Stanley Kowalski               | Indicado         | Bissexual  | Não                | Brando falou mais abertamente sobre sua bissexualidade mais tarde na vida, incluindo uma lista de casos que teve com outras celebridades, tanto homens quanto mulheres. Sobre seu maior caso de amor, ele [declarou], “Se Wally Cox fosse uma mulher, eu teria me casado com ele e teríamos vivido felizes para sempre”.               | [ 1 ]      |
| 1952                                    | Marlon Brando   | Viva Zapata!               | Emiliano Zapata                | Indicado         | Bissexual  | Não                | Brando falou mais abertamente sobre sua bissexualidade mais tarde na vida, incluindo uma lista de casos que teve com outras celebridades, tanto homens quanto mulheres. Sobre seu maior caso de amor, ele [declarou], “Se Wally Cox fosse uma mulher, eu teria me casado com ele e teríamos vivido felizes para sempre”.               | [ 1 ]      |
| 1953                                    | Marlon Brando   | Júlio César                | Marco Antônio                  | Indicado         | Bissexual  | Não                | Brando falou mais abertamente sobre sua bissexualidade mais tarde na vida, incluindo uma lista de casos que teve com outras celebridades, tanto homens quanto mulheres. Sobre seu maior caso de amor, ele [declarou], “Se Wally Cox fosse uma mulher, eu teria me casado com ele e teríamos vivido felizes para sempre”.               | [ 1 ]      |
| 1954                                    | Marlon Brando   | On the Waterfront          | Terry Malloy                   | Venceu           | Bissexual  | Não                | Brando falou mais abertamente sobre sua bissexualidade mais tarde na vida, incluindo uma lista de casos que teve com outras celebridades, tanto homens quanto mulheres. Sobre seu maior caso de amor, ele [declarou], “Se Wally Cox fosse uma mulher, eu teria me casado com ele e teríamos vivido felizes para sempre”.               | [ 1 ]      |
| 1957                                    | Marlon Brando   | Sayonara                   | Major Lloyd 'Ace' Gruver, USAF | Indicado         | Bissexual  | Não                | Brando falou mais abertamente sobre sua bissexualidade mais tarde na vida, incluindo uma lista de casos que teve com outras celebridades, tanto homens quanto mulheres. Sobre seu maior caso de amor, ele [declarou], “Se Wally Cox fosse uma mulher, eu teria me casado com ele e teríamos vivido felizes para sempre”.               | [ 1 ]      |
| 1968                                    | Alan Bates      | The Fixer                  | Yakov Bok                      | Indicado         | Bissexual  | Não                | Bates estava ligado a vários homens em particular, por trás da fachada de casamento heterossexual, como patinador de gelo, John Curry e detetive de TV britânica, Peter Wyngarde. | [ 2 ]      |
| 1972                                    | Marlon Brando   | The Godfather              | Don Vito Corleone              | Venceu (recusou) | Bissexual  | Não                | Brando não compareceu à cerimônia, optando por ser representado por Sacheen Littlefeather (também conhecida como Maria Cruz), que se identificou como Apache, nativa americana. Ela afirmou que Brando recusou o prêmio devido ao mau tratamento dos índios americanos em entretenimento, bem como à recente ocupação do Wounded Knee. | [ 1 ]      |
| 1972                                    | Paul Winfield   | Sounder                    | Nathan Lee Morgan              | Indicado         | Gay        | Sim                | Primeiro ator gay negro indicado em uma categoria de atuação. Em relação com o arquiteto Charles Gillan Jr., até sua morte em 2002. Além disso, ele foi o primeiro ator abertamente gay a ser indicado a Melhor Ator e o primeiro ator abertamente gay indicado em qualquer categoria a ter sido divulgado em seus próprios termos.    | [ 3 ]      |
| 1973                                    | Marlon Brando   | Último Tango em Paris      | Paul                           | Indicado         | Bissexual  | Não                | (Veja a nota acima) | [ 1 ]      |
| 1984                                    | Tom Hulce       | Amadeus                    | Wolfgang Amadeus Mozart        | Indicado         | Gay        | Não                | Em uma entrevista à Seattle Gay News, Tom Hulce reconheceu seu status de ator gay, embora enfatizasse a palavra "ator" é menos aplicável devido à inatividade. | [ 4 ]      |
| 1994                                    | Nigel Hawthorne | The Madness of King George | Rei Jorge III do Reino Unido   | Indicado         | Gay        | Sim (revelado)     | Hawthorne foi revelado como gay em 1995 devido à atenção que recebeu devido a sua indicação no Oscar 1995, mas, no entanto, ele participou da cerimônia com seu parceiro de longa data Trevor Bentham. Ele também falou abertamente sobre sua sexualidade em entrevistas e em sua autobiografia Straight Face.                         | [ 5 ]      |
| 1998                                    | Ian McKellen    | Deuses e Monstros          | James Whale                    | Indicado         | Gay        | Sim                | Para cada uma de suas indicações (Deuses e Monstros em 1998 e o The Lord of the Rings: The Fellowship of the Ring em 2001), a estrela disse que ele tinha discursos preparados começando com a linha: "'Estou orgulhoso de ser o primeiro homem abertamente gay a ganhar o Oscar. Eu tive que colocá-lo de volta no bolso duas vezes". | [ 6 ]      |
| 1999                                    | Kevin Spacey    | Beleza Americana           | Lester Burnham                 | Venceu           | Gay        | Não                | Spacey saiu como um homem gay em sua declaração, abordando uma acusação de má conduta sexual do ator Anthony Rapp em 2017. | [ 7 ]      |
| 2023                                    | Colman Domingo  | Rustin                     | Bayard Rustin                  | Indicado         | Gay        | Sim                | Primeiro ator negro e afro-latino assumidamente gay a ser indicado a Melhor Ator. | [ 8 ]      |
| 2024                                    | Colman Domingo  | Sing Sing                  | John "Divine G" Whitfield      | Indicado         | Gay        | Sim                | Primeiro ator negro e afro-latino assumidamente gay a ser indicado a Melhor Ator. | [ 8 ]      |

### Especulado como sendo LGBTQ
A lista a seguir é composta por atores que foram considerados LGBT por terceiros. Eles foram revelados por terceiros, quando vivos ou após sua morte. No entanto, eles nunca se assumiram publicamente.
| Oscar de Melhor Ator em Papel Principal |                  |                                |                                   |                    |                    |                      |
| Ano                                     | Nome             | Filme                          | Personagem                        | Status             | Suposta demografia | Referência           |
| 1933                                    | Charles Laughton | The Private Life of Henry VIII | Rei Henrique VIII de Inglaterra   | Venceu             | Bissexual          | [ 9 ]                |
| 1935                                    | Charles Laughton | Mutiny on the Bounty           | Vice-almirante William Bligh      | Indicado           | Bissexual          | [ 9 ]                |
| 1936                                    | Spencer Tracy    | San Francisco                  | Padre Tim Mullin                  | Indicado           | Gay ou Bissexual   | [ 10 ] [ 11 ]        |
| 1937                                    | Spencer Tracy    | Captains Courageous            | Manuel Fidello                    | Venceu             | Gay ou Bissexual   | [ 10 ] [ 11 ]        |
| 1938                                    | Spencer Tracy    | Boys Town                      | Padre Edward J. Flanagan          | Venceu             | Gay ou Bissexual   | [ 10 ] [ 11 ]        |
| 1941                                    | Cary Grant       | Penny Serenade                 | Roger Adams                       | Indicado           | Gay                | [ 12 ]               |
| 1942                                    | Monty Woolley    | The Pied Piper                 | Howard                            | Indicado           | Gay                | [ 13 ] [ 14 ] [ 15 ] |
| 1944                                    | Cary Grant       | None but the Lonely Heart      | Ernie Mott                        | Indicado           | Gay                | [ 12 ]               |
| 1947                                    | Michael Redgrave | Mourning Becomes Electra       | Orin Mannon                       | Indicado           | Bissexual          | [ 16 ]               |
| 1948                                    | Montgomery Clift | The Search                     | Ralph 'Steve' Stevenson           | Indicado           | Gay ou Bissexual   | [ 17 ]               |
| 1948                                    | Clifton Webb     | Sitting Pretty                 | Lynn Aloysius Belvedere           | Indicado           | Gay                | [ 18 ]               |
| 1950                                    | Spencer Tracy    | O Pai da Noiva                 | Stanley T. Banks                  | Indicado           | Gay ou Bissexual   | [ 10 ] [ 11 ]        |
| 1951                                    | Montgomery Clift | Um Lugar ao Sol                | George Eastman                    | Indicado           | Gay ou Bissexual   | [ 17 ]               |
| 1953                                    | Montgomery Clift | From Here to Eternity          | Pvt. Robert E. Lee 'Prew' Prewitt | Indicado           | Gay ou Bissexual   | [ 17 ]               |
| 1955                                    | James Dean       | East of Eden                   | Caleb Trask                       | Indicado (póstumo) | Bissexual          | [ 19 ]               |
| 1955                                    | Spencer Tracy    | Bad Day at Black Rock          | John J. Macreedy                  | Indicado           | Gay ou Bissexual   | [ 10 ] [ 11 ]        |
| 1956                                    | James Dean       | Giant                          | Jett Rink                         | Indicado (póstumo) | Bissexual          | [ 19 ]               |
| 1956                                    | Rock Hudson      | Giant                          | Jordan 'Bick' Benedict, Jr.       | Indicado           | Gay                | [ 20 ]               |
| 1957                                    | Charles Laughton | Testemunha de Acusação         | Sir Wilfrid Robarts, Q.C.         | Indicado           | Bissexual          | [ 9 ]                |
| 1958                                    | Spencer Tracy    | O Velho e o Mar                | O Velho (Narrador)                | Indicado           | Gay ou Bissexual   | [ 10 ] [ 11 ]        |
| 1960                                    | Spencer Tracy    | Inherit the Wind               | Henry Drummond                    | Indicado           | Gay ou Bissexual   | [ 10 ] [ 11 ]        |
| 1961                                    | Spencer Tracy    | Judgment at Nuremberg          | Juiz Chefe Dan Haywood            | Indicado           | Gay ou Bissexual   | [ 10 ] [ 11 ]        |
| 1967                                    | Spencer Tracy    | Guess Who's Coming to Dinner   | Matt Drayton                      | Indicado (póstumo) | Gay ou Bissexual   | [ 10 ] [ 11 ]        |

## Melhor Atriz em Papel Principal

### Indivíduos confirmados
| Oscar de Melhor Atriz em Papel Principal |                    |                              |                          |          |                                 |                    | |            |
| Ano                                      | Nome               | Filme                        | Personagem               | Status   | Demografia                      | Assumida na época? | Observação | Referência |
| 1930/31                                  | Marlene Dietrich   | Morocco                      | Mademoiselle Amy Jolly   | Indicada | Bissexual                       | Não                | Morocco marca a primeira vez na história do cinema que duas mulheres se beijam na tela (Dietrich e uma atriz não creditada).                                                                       | [ 21 ]     |
| 1981                                     | Susan Sarandon     | Atlantic City                | Sally Matthews           | Indicada | Bissexual                       | Não                | |            |
| 1988                                     | Jodie Foster       | The Accused                  | Sarah Tobias             | Venceu   | Não especificada                | Não                | Foster reconheceu seus relacionamentos românticos com mulheres, mas não se identificou como uma sexualidade específica. Foster é a única mulher abertamente queer a ganhar dois Oscars de atuação. | [ 22 ]     |
| 1991                                     | Jodie Foster       | O Silêncio dos Inocentes     | Clarice Starling         | Venceu   | Não especificada                | Não                | Foster reconheceu seus relacionamentos românticos com mulheres, mas não se identificou como uma sexualidade específica. Foster é a única mulher abertamente queer a ganhar dois Oscars de atuação. | [ 22 ]     |
| 1991                                     | Susan Sarandon     | Thelma & Louise              | Louise Sawyer            | Indicada | Bissexual                       | Não                | |            |
| 1992                                     | Susan Sarandon     | Lorenzo's Oil                | Michaela Odone           | Indicada | Bissexual                       | Não                | |            |
| 1994                                     | Jodie Foster       | Nell                         | Nell Kellty              | Indicada | Não especificada                | Não                | | [ 22 ]     |
| 1994                                     | Susan Sarandon     | O Cliente                    | Regina "Reggie" Love     | Indicada | Bissexual                       | Não                | |            |
| 1995                                     | Susan Sarandon     | Dead Man Walking             | Irmã Helen Prejean       | Venceu   | Bissexual                       | Não                | |            |
| 2007                                     | Elliot Page        | Juno                         | Juno MacGuff             | Indicado | Transgênero não binário e queer | Não                | Designado como mulher ao nascer, Page foi indicado na categoria Atriz Principal antes de se declarar publicamente como transgênero uma década depois.                                              | [ 23 ]     |
| 2008                                     | Angelina Jolie     | A Troca                      | Christine Collins        | Indicada | Bissexual                       | Sim                | | [ 24 ]     |
| 2018                                     | Lady Gaga          | A Star Is Born               | Ally Maine               | Indicada | Bissexual                       | Sim                | | [ 25 ]     |
| 2019                                     | Cynthia Erivo      | Harriet                      | Harriet Tubman           | Indicada | Bissexual                       | Não                | | [ 26 ]     |
| 2021                                     | Kristen Stewart    | Spencer                      | Diana, Princesa de Gales | Indicada | Bissexual                       | Sim                | | [ 27 ]     |
| 2023                                     | Lily Gladstone     | Assassinos da Lua das Flores | Mollie Burkhart          | Indicada | Não Binária/Dois Espíritos      | Sim                | | [ 28 ]     |
| 2024                                     | Karla Sofía Gascón | Emilia Pérez                 | Emilia Pérez/Manitas     | Indicada | Transgênero                     | Sim                | Primeira pessoa abertamente transgênero a ser indicada ao Oscar de atuação | [ 29 ]     |
| 2024                                     | Cynthia Erivo      | Wicked                       | Elphaba Thropp           | Indicada | Bissexual                       | Sim                | |            |

### Especulada como sendo LGBTQ
A lista a seguir é composta por atrizes que foram consideradas LGBT por outras pessoas. Elas foram revelados por terceiros, quando vivas ou após sua morte. No entanto, elas nunca se assumiram publicamente.
| Oscar de Melhor Atriz em Papel Principal |                   |                               |                                     |          |                      |               |
| Ano                                      | Nome              | Filme                         | Personagem                          | Status   | Suposta demografia   | Referência    |
| 1927/28                                  | Janet Gaynor      | 7th Heaven                    | Diane                               | Venceu   | Lésbica ou Bissexual | [ 30 ] [ 31 ] |
| 1927/28                                  | Janet Gaynor      | Street Angel                  | Angela                              | Venceu   | Lésbica ou Bissexual | [ 30 ] [ 31 ] |
| 1927/28                                  | Janet Gaynor      | Aurora                        | A Esposa                            | Venceu   | Lésbica ou Bissexual | [ 30 ] [ 31 ] |
| 1929/30                                  | Greta Garbo       | Anna Christie                 | Anna Christie                       | Indicada | Lésbica              | [ 32 ] [ 33 ] |
| 1929/30                                  | Greta Garbo       | Romance                       | Rita Cavallini                      | Indicada | Lésbica              | [ 32 ] [ 33 ] |
| 1932/33                                  | Katharine Hepburn | Morning Glory                 | Eva Lovelace                        | Venceu   | Lésbica ou Bissexual | [ 34 ]        |
| 1935                                     | Katharine Hepburn | Alice Adams                   | Alice Adams                         | Indicada | Lésbica ou Bissexual | [ 34 ]        |
| 1937                                     | Greta Garbo       | Camille                       | Marguerite Gautier                  | Indicada | Lésbica              | [ 32 ] [ 33 ] |
| 1937                                     | Janet Gaynor      | A Star Is Born                | Esther Blodgett / Vicki Lester      | Indicada | Lésbica ou Bissexual | [ 30 ] [ 31 ] |
| 1939                                     | Greta Garbo       | Ninotchka                     | Nina Ivanovna 'Ninotchka' Yakushova | Indicada | Lésbica              | [ 32 ] [ 33 ] |
| 1940                                     | Katharine Hepburn | The Philadelphia Story        | Tracy Samantha Lord                 | Indicada | Lésbica ou Bissexual | [ 34 ]        |
| 1942                                     | Katharine Hepburn | Woman of the Year             | Tess Harding                        | Indicada | Lésbica ou Bissexual | [ 34 ]        |
| 1951                                     | Katharine Hepburn | The African Queen             | Rose Sayer                          | Indicada | Lésbica ou Bissexual | [ 34 ]        |
| 1955                                     | Katharine Hepburn | Summertime                    | Jane Hudson                         | Indicada | Lésbica ou Bissexual | [ 34 ]        |
| 1956                                     | Katharine Hepburn | The Rainmaker                 | Lizzie Curry                        | Indicada | Lésbica ou Bissexual | [ 34 ]        |
| 1959                                     | Katharine Hepburn | Suddenly, Last Summer         | Catherine Holly                     | Indicada | Lésbica ou Bissexual | [ 34 ]        |
| 1962                                     | Katharine Hepburn | Long Day's Journey into Night | Mary Tyrone                         | Indicada | Lésbica ou Bissexual | [ 34 ]        |
| 1967                                     | Katharine Hepburn | Guess Who's Coming to Dinner  | Christina Drayton                   | Venceu   | Lésbica ou Bissexual | [ 34 ]        |
| 1968                                     | Katharine Hepburn | O Leão no Inverno             | Leonor da Aquitânia                 | Venceu   | Lésbica ou Bissexual | [ 34 ]        |
| 1981                                     | Katharine Hepburn | On Golden Pond                | Ethel Thayer                        | Venceu   | Lésbica ou Bissexual | [ 34 ]        |

## Melhor Ator em Papel Coadjuvante

### Indivíduos confirmados
| Oscar de Melhor Ator em Papel Coadjuvante |                    |                                                   |                              |          |                  | | |            |
| Ano                                       | Nome               | Filme                                             | Personagem                   | Status   | Demografia       | Assumido na época?                                                                                                 | Observação | Referência |
| 1955                                      | Sal Mineo          | Rebel Without a Cause                             | John 'Plato' Crawford        | Indicado | Gay ou Bissexual | Não | Mineo confirmou sua bissexualidade pouco mais de uma década após sua segunda indicação, em uma entrevista de 1972 com Boze Hadleigh—quatro anos antes de seu assassinato.                                                                                                 | [ 35 ]     |
| 1960                                      | Sal Mineo          | Exodus                                            | Dov Landau                   | Indicado | Gay ou Bissexual | Não | Mineo confirmou sua bissexualidade pouco mais de uma década após sua segunda indicação, em uma entrevista de 1972 com Boze Hadleigh—quatro anos antes de seu assassinato.                                                                                                 | [ 35 ]     |
| 1964                                      | John Gielgud       | Becket                                            | Rei Luís VII de França       | Indicado | Gay              | Sim (revelado) | Em 1953, Gielgud foi preso em Chelsea por cottaging (local para sexo em público), já que a homossexualidade ainda não havia sido descriminalizada no Reino Unido até o final dos anos 1960. Gielgud foi o primeiro ator assumidamente gay indicado em qualquer categoria. | [ 36 ]     |
| 1971                                      | Leonard Frey       | Fiddler on the Roof                               | Motel Kamzoil                | Indicado | Gay              | Sim | | [ 37 ]     |
| 1972                                      | Joel Grey          | Cabaret                                           | Mestre de Cerimônias         | Venceu   | Gay              | Não | Embora já tenha sido casado (com filhos, incluindo Jennifer Grey), Joel reconheceu mais tarde sua orientação em 2015. | [ 38 ]     |
| 1978                                      | Christopher Walken | The Deer Hunter                                   | Nikonar "Nick" Chevotarevich | Venceu   | Bissexual        | Sim | | [ 39 ]     |
| 1981                                      | John Gielgud       | Arthur                                            | Hobson                       | Venceu   | Sim (revelado)   | (Veja a nota acima com nomeação de 1964.). Gielgud também foi o primeiro ator abertamente LGBTQ a ganhar um Oscar. | [ 36 ] |            |
| 1989                                      | Marlon Brando      | Assassinato sob Custódia                          | Ian McKenzie                 | Indicado | Bissexual        | Sim | | [ 1 ]      |
| 1992                                      | Jaye Davidson      | The Crying Game                                   | Dil                          | Indicado | Gay              | Sim | Sentiu que sua “aparência andrógina o alienou da comunidade gay”; Desde então, Davidson parou de atuar. | [ 40 ]     |
| 1995                                      | Kevin Spacey       | The Usual Suspects                                | Roger 'Verbal' Kint          | Venceu   | Gay              | Não | Spacey se assumiu gay em sua declaração abordando uma acusação de má conduta sexual do ator Anthony Rappem 2017. | [ 7 ]      |
| 2001                                      | Ian McKellen       | The Lord of the Rings: The Fellowship of the Ring | Gandalf                      | Indicado | Gay              | Sim | | [ 6 ]      |
| 2002                                      | Christopher Walken | Catch Me If You Can                               | Frank Abagnale Sr.           | Indicado | Bissexual        | Sim | | [ 39 ]     |

### Especulado como sendo LGBTQ
A lista a seguir é composta por atores que foram considerados LGBT por terceiros. Eles foram revelados por terceiros, quando vivos ou após sua morte. No entanto, eles nunca se assumiram publicamente.
| Oscar de Melhor Ator em Papel Coadjuvante |                        |                                  |                             |          |                    |                      |
| Ano                                       | Nome                   | Filme                            | Personagem                  | Status   | Suposta demografia | Referência           |
| 1944                                      | Clifton Webb           | Laura                            | Waldo Lydecker              | Indicado | Gay                | [ 18 ]               |
| 1944                                      | Monty Woolley          | Since You Went Away              | Colonel William G. Smollett | Indicado | Gay                | [ 13 ] [ 14 ] [ 15 ] |
| 1945                                      | John Dall              | The Corn is Green                | Morgan Evans                | Indicado | Gay                | [ 41 ]               |
| 1946                                      | Clifton Webb           | O Fio da Navalha                 | Elliott Templeton           | Indicado | Gay                | [ 18 ]               |
| 1956                                      | Anthony Perkins        | Friendly Persuasion              | Josh Birdwell               | Indicado | Gay ou Bissexual   | [ 42 ] [ 43 ]        |
| 1961                                      | Montgomery Clift       | Judgment at Nuremberg            | Rudolph Peterson            | Indicado | Gay ou Bissexual   | [ 17 ]               |
| 1962                                      | Victor Buono           | What Ever Happened to Baby Jane? | Edwin Flagg                 | Indicado | Gay                | [ 44 ]               |
| 1981                                      | James Coco             | Only When I Laugh                | Jimmy Perrino               | Indicado | Gay                | [ 45 ]               |
| 1981                                      | Howard E. Rollins, Jr. | Ragtime                          | Coalhouse Walker, Jr.       | Indicado | Gay                | [ 46 ]               |
| 1986                                      | Denholm Elliott        | A Room with a View               | Sr. Emerson                 | Indicado | Bissexual          | [ 47 ] [ 48 ]        |

## Melhor Atriz em Papel Coadjuvante

### Indivíduos confirmados
| Oscar de Melhor Atriz em Papel Coadjuvante |                  |                                   |                        |          |                  |                    | |            |
| Ano                                        | Nome             | Filme                             | Personagem             | Status   | Demografia       | Assumida na época? | Observação | Referência |
| 1949                                       | Ethel Waters     | Pinky                             | Dicey Johnson          | Indicada | Bissexual        | Não                | | [ 49 ]     |
| 1973                                       | Tatum O'Neal     | Lua de Papel                      | Addie Loggins          | Venceu   | Bissexual        | Não                | | [ 49 ]     |
| 1975                                       | Lily Tomlin      | Nashville                         | Linnea Reese           | Indicada | Lésbica          | Não                | | [ 50 ]     |
| 1976                                       | Jodie Foster     | Taxi Driver                       | Iris 'Easy' Steensma   | Indicada | Não especificada | Não                | (Ver nota na tabela de Melhor Atriz.) | [ 22 ]     |
| 1980                                       | Eva Le Gallienne | Resurrection                      | Pearl                  | Indicada | Lésbica          | Sim                | | [ 51 ]     |
| 1983                                       | Linda Hunt       | The Year of Living Dangerously    | Billy Kwan             | Venceu   | Lésbica          | Sim                | Hunt interpretou um personagem cisgênero masculino e foi a primeira pessoa a ganhar um Oscar por interpretar um personagem do sexo oposto.    | [ 52 ]     |
| 1993                                       | Anna Paquin      | O Piano                           | Flora McGrath          | Venceu   | Bissexual        | Não                | | [ 53 ]     |
| 1999                                       | Angelina Jolie   | Girl, Interrupted                 | Lisa Rowe              | Venceu   | Bissexual        | Sim                | | [ 24 ]     |
| 2002                                       | Queen Latifah    | Chicago                           | Matron 'Mama' Morton   | Indicada | Não especificada | Não                | Latifah não identificou sua orientação sexual, mas durante seu discurso no BET Awards 2021, ela referiu-se a Eboni Nichols como sua parceira. | [ 54 ]     |
| 2007                                       | Tilda Swinton    | Michael Clayton                   | Karen Crowder          | Venceu   | Queer            | Não                | | [ 55 ]     |
| 2009                                       | Mo'Nique         | Precious                          | Mary Lee Johnston      | Venceu   | Queer            | Não                | | [ 56 ]     |
| 2021                                       | Ariana DeBose    | West Side Story                   | Anita                  | Venceu   | Queer            | Sim                | DeBose é o primeiro ator negro abertamente queer a ganhar um Oscar, em qualquer categoria.                                                    | [ 57 ]     |
| 2021                                       | Aunjanue Ellis   | King Richard                      | Oracene Price          | Indicada | Bissexual        | Não                | | [ 58 ]     |
| 2022                                       | Stephanie Hsu    | Everything Everywhere All at Once | Joy Wang / Jobu Tupaki | Indicada | Queer            | Sim                | | [ 59 ]     |
| 2023                                       | Jodie Foster     | Nyad                              | Bonnie Stoll           | Indicada | Não especificada | Sim                | (Ver nota na tabela de Melhor Atriz.) | [ 22 ]     |

### Especulada como sendo LGBTQ
A lista a seguir é composta por atrizes que foram consideradas LGBT por outras pessoas. Elas foram revelados por terceiros, quando vivas ou após sua morte. No entanto, elas nunca se assumiram publicamente.
| Oscar de Melhor Atriz em Papel Coadjuvante |                 |                                  |                           |          |                    |                      |
| Ano                                        | Nome            | Filme                            | Personagem                | Status   | Suposta demografia | Referência           |
| 1938                                       | Spring Byington | You Can't Take It with You       | Penelope 'Penny' Sycamore | Indicada | Lésbica            | [ 60 ] [ 61 ]        |
| 1947                                       | Marjorie Main   | The Egg and I                    | Phoebe 'Ma' Kettle        | Indicada | Bissexual          | [ 62 ]               |
| 1948                                       | Ellen Corby     | I Remember Mama                  | Tia Trina                 | Indicada | Bissexual          | [ 63 ]               |
| 1966                                       | Sandy Dennis    | Quem Tem Medo de Virginia Woolf? | Honey                     | Venceu   | Bissexual          | [ 64 ] [ 65 ] [ 66 ] |

## Melhor Filme de Animação
| Oscar de Melhor Filme de Animação |                   |                                            |          |            |            |
| Ano                               | Nome              | Filme                                      | Status   | Demografia | Referência |
| 2008                              | Byron Howard      | Bolt                                       | Indicado | Gay        | [ 67 ]     |
| 2010                              | Dean DeBlois      | How to Train Your Dragon                   | Indicado | Gay        | [ 68 ]     |
| 2010                              | Lee Unkrich       | Toy Story 3                                | Venceu   | Bissexual  |            |
| 2012                              | Chris Butler      | ParaNorman                                 | Indicado | Gay        | [ 69 ]     |
| 2014                              | Dean DeBlois      | How to Train Your Dragon 2                 | Indicado | Gay        | [ 68 ]     |
| 2016                              | Byron Howard      | Zootopia                                   | Venceu   | Gay        | [ 67 ]     |
| 2017                              | Darla K. Anderson | Coco                                       | Venceu   | Lésbica    | [ 70 ]     |
| 2017                              | Lee Unkrich       | Toy Story 3                                | Venceu   | Bissexual  |            |
| 2018                              | Scott Rudin       | Isle of Dogs                               | Indicado | Gay        | [ 71 ]     |
| 2019                              | Chris Butler      | Missing Link                               | Indicado | Gay        | [ 69 ]     |
| 2019                              | Dean DeBlois      | How to Train Your Dragon: The Hidden World | Indicado | Gay        | [ 68 ]     |
| 2020                              | Kori Rae          | Onward                                     | Indicada | Lésbica    | [ 72 ]     |
| 2021                              | Byron Howard      | Encanto                                    | Venceu   | Gay        | [ 67 ]     |
| 2024                              | Adam Elliot       | Memoir of a Snail                          | Indicado | Gay        | [ 73 ]     |
| 2024                              | Jeff Hermann      | The Wild Robot                             | Indicado | Gay        |            |

### Vencedores e indicados de Melhor Filme de Animação com temas LGBTQ
| Ano  | Título                         | Status   | Tema relevante | Referência |
| ---- | ------------------------------ | -------- | -------------- | ---------- |
| 2007 | Persepolis                     | Indicado | Gay            |            |
| 2012 | ParaNorman                     | Indicado | Gay            |            |
| 2017 | The Breadwinner                | Indicado | Não binário    |            |
| 2021 | Flugt                          | Indicado | Gay            |            |
| 2021 | The Mitchells vs. the Machines | Indicado | Queer          |            |
| 2023 | Nimona                         | Indicado | Gay            |            |
| 2024 | Memoir of a Snail              | Indicado | Gay            |            |

## Melhor Fotografia
| Oscar de Melhor Fotografia |                  |                    |          |                                              |            |            |
| Ano                        | Nome             | Filme              | Status   | Marco                                        | Demografia | Referência |
| 1978                       | Néstor Almendros | Days of Heaven     | Venceu   |                                              | Gay        | [ 74 ]     |
| 1979                       | Néstor Almendros | Kramer vs. Kramer  | Indicado |                                              | Gay        | [ 74 ]     |
| 1980                       | Néstor Almendros | A Lagoa Azul       | Indicado |                                              | Gay        | [ 74 ]     |
| 1980                       | James Crabe      | The Formula        | Indicado |                                              | Gay        | [ 44 ]     |
| 1982                       | Néstor Almendros | A Escolha de Sofia | Indicado |                                              | Gay        | [ 74 ]     |
| 1985                       | David Watkin     | Out of Africa      | Venceu   |                                              | Gay        | [ 75 ]     |
| 2017                       | Rachel Morrison  | Mudbound           | Indicada | Primeira mulher indicada a Melhor Fotografia | Lésbica    | [ 76 ]     |

## Melhor Figurino
| Melhor Figurino |                     |                                        |          |            |
| Ano             | Nome                | Filme                                  | Status   | Referência |
| 1950            | Walter Plunkett     | The Magnificent Yankee                 | Indicado | [ 77 ]     |
| 1950            | Walter Plunkett     | That Forsyte Woman                     | Indicado | [ 77 ]     |
| 1951            | Orry-Kelly          | An American in Paris                   | Venceu   | [ 78 ]     |
| 1951            | Walter Plunkett     | An American in Paris                   | Venceu   | [ 77 ]     |
| 1951            | Walter Plunkett     | Kind Lady                              | Indicado | [ 77 ]     |
| 1951            | Irene Sharaff       | An American in Paris                   | Venceu   | [ 79 ]     |
| 1951            | Edward Stevenson    | David and Bathsheba                    | Indicado | [ 44 ]     |
| 1951            | Edward Stevenson    | The Mudlark                            | Indicado | [ 44 ]     |
| 1952            | Miles White         | The Greatest Show on Earth             | Indicado | [ 44 ]     |
| 1953            | Walter Plunkett     | The Actress                            | Indicado | [ 77 ]     |
| 1953            | Walter Plunkett     | Young Bess                             | Indicado | [ 77 ]     |
| 1953            | Irene Sharaff       | Call Me Madam                          | Indicada | [ 79 ]     |
| 1954            | Irene Sharaff       | Brigadoon                              | Indicada | [ 79 ]     |
| 1954            | Irene Sharaff       | A Star Is Born                         | Indicada | [ 79 ]     |
| 1954            | Miles White         | There's No Business Like Show Business | Indicado | [ 44 ]     |
| 1955            | Irene Sharaff       | Guys and Dolls                         | Indicada | [ 79 ]     |
| 1956            | Irene Sharaff       | O Rei e Eu                             | Venceu   | [ 79 ]     |
| 1956            | Miles White         | A Volta ao Mundo em 80 Dias            | Indicado | [ 44 ]     |
| 1957            | Orry-Kelly          | Les Girls                              | Venceu   | [ 78 ]     |
| 1957            | Walter Plunkett     | A Árvore da Vida                       | Indicado | [ 77 ]     |
| 1958            | Cecil Beaton        | Gigi                                   | Venceu   | [ 79 ]     |
| 1958            | Walter Plunkett     | Deus Sabe Quanto Amei                  | Indicado | [ 77 ]     |
| 1959            | Orry-Kelly          | Quanto Mais Quente Melhor              | Venceu   | [ 78 ]     |
| 1959            | Irene Sharaff       | Porgy and Bess                         | Indicada | [ 79 ]     |
| 1959            | Howard Shoup        | The Young Philadelphians               | Indicado | [ 80 ]     |
| 1960            | Irene Sharaff       | Can-Can                                | Indicada | [ 79 ]     |
| 1960            | Howard Shoup        | The Rise and Fall of Legs Diamond      | Indicado | [ 80 ]     |
| 1960            | Edward Stevenson    | The Facts of Life                      | Venceu   | [ 44 ]     |
| 1961            | Piero Gherardi      | A Doce Vida                            | Venceu   | [ 81 ]     |
| 1961            | Walter Plunkett     | Pocketful of Miracles                  | Indicado | [ 77 ]     |
| 1961            | Irene Sharaff       | West Side Story                        | Venceu   | [ 79 ]     |
| 1961            | Howard Shoup        | Claudelle Inglish                      | Indicado | [ 80 ]     |
| 1962            | Orry-Kelly          | Gypsy                                  | Indicado | [ 78 ]     |
| 1963            | Piero Gherardi      | 8½                                     | Venceu   | [ 81 ]     |
| 1963            | Walter Plunkett     | A Conquista do Oeste                   | Indicado | [ 77 ]     |
| 1963            | Irene Sharaff       | Cleópatra                              | Venceu   | [ 79 ]     |
| 1963            | Piero Tosi          | O Leopardo                             | Indicado | [ 82 ]     |
| 1964            | Cecil Beaton        | My Fair Lady                           | Venceu   | [ 79 ]     |
| 1964            | Howard Shoup        | Kisses for My President                | Indicado | [ 80 ]     |
| 1965            | Howard Shoup        | A Rage to Live                         | Indicado | [ 80 ]     |
| 1966            | Danilo Donati       | O Evangelho segundo São Mateus         | Indicado | [ 81 ]     |
| 1966            | Danilo Donati       | La mandragola                          | Indicado | [ 81 ]     |
| 1966            | Piero Gherardi      | Julieta dos Espíritos                  | Indicado | [ 81 ]     |
| 1966            | Irene Sharaff       | Quem Tem Medo de Virginia Woolf?       | Venceu   | [ 79 ]     |
| 1967            | Danilo Donati       | The Taming of the Shrew                | Indicado | [ 81 ]     |
| 1967            | Irene Sharaff       | The Taming of the Shrew                | Indicada | [ 79 ]     |
| 1968            | Danilo Donati       | Romeu e Julieta                        | Venceu   | [ 81 ]     |
| 1969            | Irene Sharaff       | Hello, Dolly!                          | Indicada | [ 79 ]     |
| 1971            | Piero Tosi          | Morte em Veneza                        | Indicado | [ 82 ]     |
| 1972            | Ray Aghayan         | Lady Sings the Blues                   | Indicado | [ 83 ]     |
| 1972            | Bob Mackie          | Lady Sings the Blues                   | Indicado | [ 83 ]     |
| 1973            | Piero Tosi          | Ludwig                                 | Indicado | [ 82 ]     |
| 1975            | Ray Aghayan         | Funny Lady                             | Indicado | [ 83 ]     |
| 1975            | Bob Mackie          | Funny Lady                             | Indicado | [ 83 ]     |
| 1976            | Danilo Donati       | Il Casanova di Federico Fellini        | Venceu   | [ 81 ]     |
| 1976            | William Ware Theiss | Bound for Glory                        | Indicado | [ 84 ]     |
| 1977            | Florence Klotz      | A Little Night Music                   | Indicada | [ 79 ]     |
| 1977            | Burton Miller       | Airport '77                            | Indicado | [ 80 ]     |
| 1977            | Irene Sharaff       | The Other Side of Midnight             | Indicada | [ 79 ]     |
| 1979            | William Ware Theiss | Butch and Sundance: The Early Days     | Indicado | [ 84 ]     |
| 1979            | Piero Tosi          | La Cage aux folles                     | Indicado | [ 82 ]     |
| 1979            | Albert Wolsky       | All That Jazz                          | Venceu   | [ 85 ]     |
| 1981            | Bob Mackie          | Pennies from Heaven                    | Indicado | [ 83 ]     |
| 1982            | Piero Tosi          | La traviata                            | Indicado | [ 82 ]     |
| 1982            | Albert Wolsky       | A Escolha de Sofia                     | Indicado | [ 85 ]     |
| 1983            | William Ware Theiss | Heart Like a Wheel                     | Indicado | [ 84 ]     |
| 1985            | Albert Wolsky       | Viagem Clandestina                     | Indicado | [ 85 ]     |
| 1991            | Richard Hornung     | Barton Fink                            | Indicado | [ 86 ]     |
| 1991            | Albert Wolsky       | Bugsy                                  | Venceu   | [ 85 ]     |
| 1992            | Albert Wolsky       | Toys                                   | Indicado | [ 85 ]     |
| 1999            | Gary Jones          | The Talented Mr. Ripley                | Indicado | [ 87 ]     |
| 2001            | Angus Strathie      | Moulin Rouge!                          | Venceu   | [ 88 ]     |
| 2006            | Patricia Field      | O Diabo Veste Prada                    | Indicada | [ 89 ]     |
| 2007            | Albert Wolsky       | Across the Universe                    | Indicado | [ 85 ]     |
| 2008            | Danny Glicker       | Milk                                   | Indicado |            |
| 2008            | Albert Wolsky       | Revolutionary Road                     | Indicado | [ 85 ]     |
| 2012            | Paco Delgado        | Os Miseráveis                          | Indicado | [ 90 ]     |
| 2015            | Paco Delgado        | The Danish Girl                        | Indicado | [ 90 ]     |
| 2021            | Paul Tazewell       | West Side Story                        | Indicado | [ 91 ]     |
| 2024            | Paul Tazewell       | Wicked                                 | Venceu   | [ 91 ]     |

## Melhor Direção

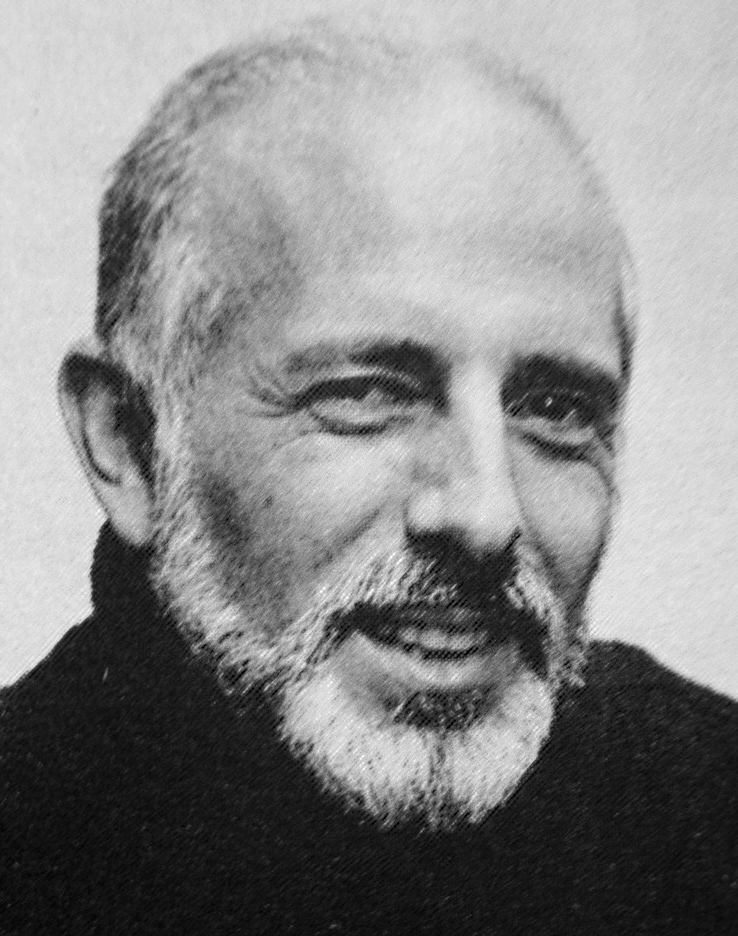
Jerome Robbins, primeiro vencedor abertamente LGBT de Melhor Diretor.

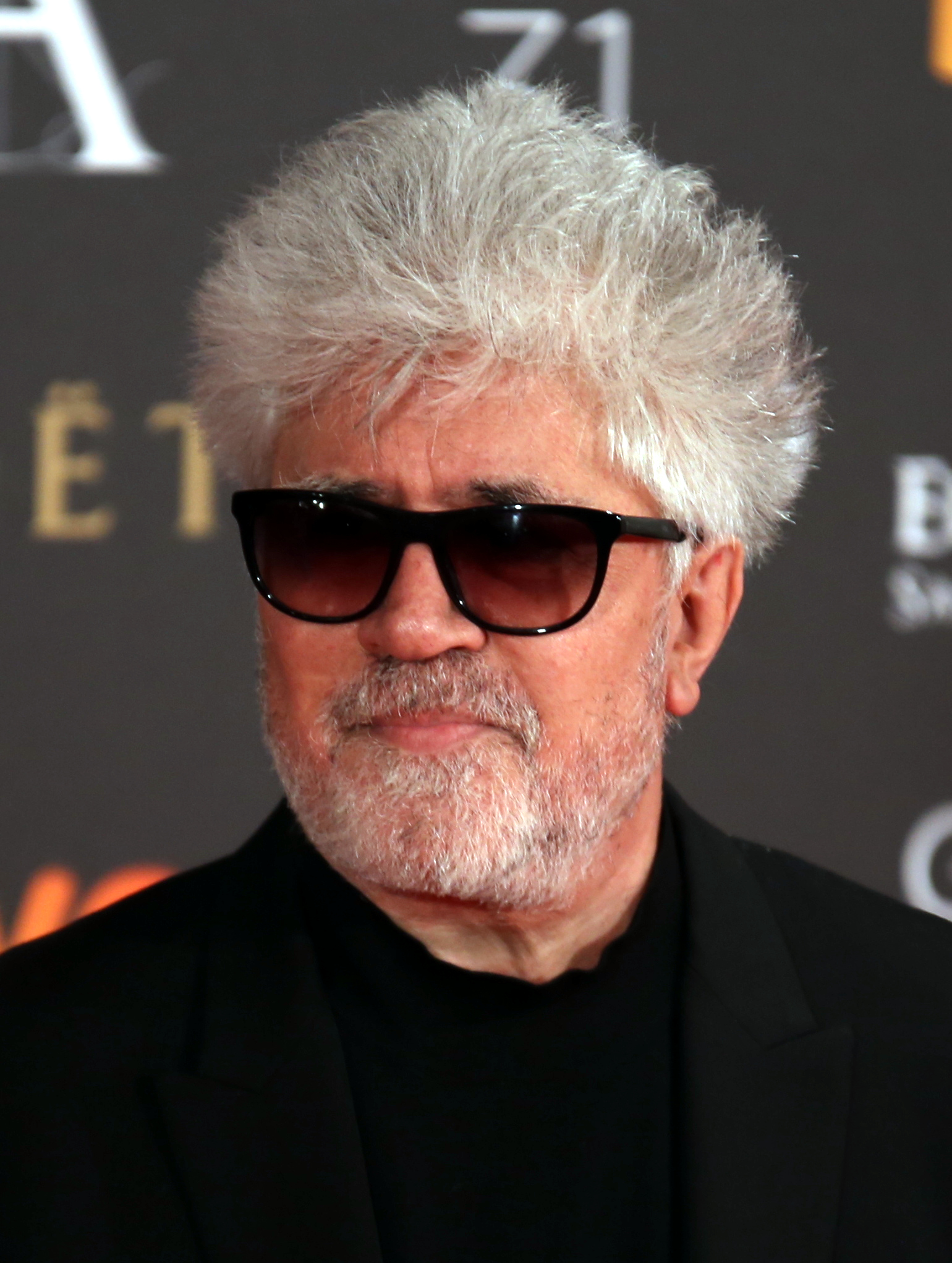
Pedro Almodóvar, gay, vencedor de 2 Oscars, indicado a 5.

Lee Daniels é o primeiro negro gay indicado a direção.

| Oscar de Melhor Direção |                   |                        |          |                  |                                                                                        |            |
| Ano                     | Nome              | Filme                  | Status   | Demografia       | Observação                                                                             | Referência |
| 1932/33                 | George Cukor      | As Quatro Irmãs        | Indicado | Gay              |                                                                                        | [ 92 ]     |
| 1940                    | George Cukor      | The Philadelphia Story | Indicado | Gay              |                                                                                        | [ 92 ]     |
| 1947                    | George Cukor      | A Double Life          | Indicado | Gay              |                                                                                        | [ 92 ]     |
| 1950                    | George Cukor      | Born Yesterday         | Indicado | Gay              |                                                                                        | [ 92 ]     |
| 1951                    | Vincente Minnelli | An American in Paris   | Indicado | Gay ou Bissexual |                                                                                        | [ 93 ]     |
| 1953                    | Charles Walters   | Lili                   | Indicado | Gay              |                                                                                        | [ 94 ]     |
| 1958                    | Vincente Minnelli | Gigi                   | Venceu   | Gay ou Bissexual |                                                                                        | [ 93 ]     |
| 1961                    | Jerome Robbins    | West Side Story        | Venceu   | Bissexual        |                                                                                        | [ 95 ]     |
| 1963                    | Tony Richardson   | Tom Jones              | Venceu   | Bissexual        |                                                                                        | [ 96 ]     |
| 1964                    | George Cukor      | My Fair Lady           | Venceu   | Gay              |                                                                                        | [ 92 ]     |
| 1964                    | Peter Glenville   | Becket                 | Indicado | Gay              |                                                                                        | [ 97 ]     |
| 1965                    | John Schlesinger  | Darling                | Indicado | Gay              |                                                                                        | [ 98 ]     |
| 1968                    | Franco Zeffirelli | Romeu e Julieta        | Indicado | Gay              |                                                                                        | [ 99 ]     |
| 1969                    | John Schlesinger  | Midnight Cowboy        | Venceu   | Gay              |                                                                                        | [ 98 ]     |
| 1971                    | John Schlesinger  | Sunday Bloody Sunday   | Indicado | Gay              |                                                                                        | [ 98 ]     |
| 1986                    | James Ivory       | A Room with a View     | Indicado | Gay              |                                                                                        | [ 100 ]    |
| 1992                    | James Ivory       | Howards End            | Indicado | Gay              |                                                                                        | [ 100 ]    |
| 1993                    | James Ivory       | The Remains of the Day | Indicado | Gay              |                                                                                        | [ 100 ]    |
| 1997                    | Gus Van Sant      | Good Will Hunting      | Indicado | Gay              |                                                                                        | [ 101 ]    |
| 2000                    | Stephen Daldry    | Billy Elliot           | Indicado | Gay              |                                                                                        | [ 102 ]    |
| 2002                    | Pedro Almodóvar   | Hable con ella         | Indicado | Gay              | 2002 marcou a primeira vez que 3 dos 5 diretores indicados a Melhor Diretor eram gays. | [ 103 ]    |
| 2002                    | Stephen Daldry    | As Horas               | Indicado | Gay              | 2002 marcou a primeira vez que 3 dos 5 diretores indicados a Melhor Diretor eram gays. | [ 102 ]    |
| 2002                    | Rob Marshall      | Chicago                | Indicado | Gay              | 2002 marcou a primeira vez que 3 dos 5 diretores indicados a Melhor Diretor eram gays. | [ 104 ]    |
| 2008                    | Stephen Daldry    | O Leitor               | Indicado | Gay              |                                                                                        | [ 102 ]    |
| 2008                    | Gus Van Sant      | Milk                   | Indicado | Gay              |                                                                                        | [ 101 ]    |
| 2009                    | Lee Daniels       | Precious               | Indicado | Gay              | Primeiro negro gay indicado a Melhor Diretor                                           | [ 105 ]    |

## Melhor Filme Internacional

### Vencedores e indicados de Melhor Filme Internacional com temas LGBTQ
| Oscar de Melhor Filme Internacional |                                                         |                          |          |             |           |
| Ano                                 | Diretor                                                 | Filme                    | Status   | Demografia  | País      |
| 1977                                | Ettore Scola                                            | Una giornata particolare | Indicado | Gay         | Itália    |
| 1993                                | Fernando Trueba                                         | Belle Époque             | Indicado | Lésbica     | Espanha   |
| 1993                                | Chen Kaige                                              | Adeus, Minha Concubina   | Indicado | Gay         | China     |
| 1993                                | Ang Lee                                                 | O Banquete de Casamento  | Indicado | Gay         | Taiwan    |
| 1994                                | {codirigido por} Tomás Gutiérrez Alea Juan Carlos Tabío | Morango e Chocolate      | Indicado | Gay         | Cuba      |
| 1999                                | Pedro Almodovar                                         | Tudo sobre Minha Mãe     | Venceu   | Transgênero | Espanha   |
| 2017                                | Sebastián Lelio                                         | Una mujer fantástica     | Venceu   | Transgênero | Chile     |
| 2019                                | Pedro Almodovar                                         | Dor e Glória             | Indicado | Gay         | Espanha   |
| 2021                                | Joachim Trier                                           | Verdens verste menneske  | Indicado | Bissexual   | Noruega   |
| 2021                                | Jonas Poher Rasmussen                                   | Flugt                    | Indicado | Gay         | Dinamarca |
| 2022                                | Lukas Dhont                                             | Close                    | Indicado | Gay         | Bélgica   |
| 2024                                | Jacques Audiard                                         | Emilia Pérez             | Indicado | Transgênero | França    |

## Melhor Documentário de Longa Metragem
| Melhor Documentário de Longa Metragem |                    |                                                    |          |                                                                                   |            |
| Ano                                   | Diretor            | Filme                                              | Status   | Marco                                                                             | Referência |
| 1955                                  | Nancy Hamilton     | Helen Keller in Her Story                          | Venceu   |                                                                                   |            |
| 1984                                  | Rob Epstein        | The Times of Harvey Milk                           | Venceu   | Primeiro filme com temática gay de cineastas assumidamente gays a ganhar um Oscar | [ 106 ]    |
| 1984                                  | Richard Schmiechen | The Times of Harvey Milk                           | Venceu   | Primeiro filme com temática gay de cineastas assumidamente gays a ganhar um Oscar | [ 106 ]    |
| 1988                                  | Bruce Weber        | Let's Get Lost                                     | Indicado |                                                                                   | [ 107 ]    |
| 1989                                  | Rob Epstein        | 'Common Threads: Stories from the Quilt            | Venceu   |                                                                                   | [ 106 ]    |
| 1992                                  | David Haugland     | Changing Our Minds: The Story of Dr. Evelyn Hooker | Indicado |                                                                                   | [ 108 ]    |
| 2000                                  | Frances Reid       | Long Night's Journey into Day                      | Indicada |                                                                                   | [ 109 ]    |
| 2006                                  | Laura Poitras      | My Country, My Country                             | Indicada |                                                                                   | [ 110 ]    |
| 2012                                  | David France       | How to Survive a Plague                            | Indicado |                                                                                   | [ 111 ]    |
| 2012                                  | Howard Gertler     | How to Survive a Plague                            | Indicado |                                                                                   | [ 112 ]    |
| 2014                                  | Laura Poitras      | Citizenfour                                        | Venceu   |                                                                                   |            |
| 2014                                  | Joshua Oppenheimer | The Act of Killing                                 | Indicado |                                                                                   | [ 113 ]    |
| 2016                                  | Joshua Oppenheimer | The Look of Silence                                | Indicado |                                                                                   | [ 113 ]    |
| 2017                                  | Yance Ford         | Strong Island                                      | Indicado | Primeiro homem abertamente transgênero a ser indicado ao Oscar                    | [ 114 ]    |
| 2022                                  | Nan Goldin         | All the Beauty and the Bloodshed                   | Indicado |                                                                                   | [ 115 ]    |
| 2022                                  | Laura Poitras      | All the Beauty and the Bloodshed                   | Indicada |                                                                                   | [ 110 ]    |

## Melhor Documentário de Curta-metragem
| Melhor Documentário de Curta-metragem |                  |                                                                         |          |                 |
| Ano                                   | Nome             | Filme                                                                   | Status   | Referência      |
| 1952                                  | Norman McLaren   | Neighbours                                                              | Venceu   | [ 116 ]         |
| 1991                                  | Debra Chasnoff   | Deadly Deception: General Electric, Nuclear Weapons and Our Environment | Venceu   | [ 117 ]         |
| 1994                                  | Dee Mosbacher    | Straight from the Heart                                                 | Indicada | [ 109 ]         |
| 1994                                  | Frances Reid     | Straight from the Heart                                                 | Indicada | [ 109 ]         |
| 2002                                  | Robert Houston   | Mighty Times: The Legacy of Rosa Parks                                  | Indicado | [ 118 ]         |
| 2004                                  | Robert Houston   | Mighty Times: The Children's March                                      | Venceu   | [ 118 ]         |
| 2018                                  | Rob Epstein      | End Game                                                                | Indicado | [ 106 ] [ 119 ] |
| 2018                                  | Jeffrey Friedman | End Game                                                                | Indicado | [ 106 ] [ 119 ] |

## Melhor Montagem
| Oscar de Melhor Montagem |                     |                    |          |            |            |
| Ano                      | Nome                | Filme              | Status   | Demografia | Referência |
| 1961                     | William H. Reynolds | Fanny              | Indicado | Gay        | [ 44 ]     |
| 1965                     | William H. Reynolds | The Sound of Music | Venceu   | Gay        | [ 44 ]     |
| 1966                     | William H. Reynolds | The Sand Pebbles   | Indicado | Gay        | [ 44 ]     |
| 1969                     | William H. Reynolds | Hello, Dolly!      | Indicado | Gay        | [ 44 ]     |
| 1972                     | William H. Reynolds | The Godfather      | Indicado | Gay        | [ 44 ]     |
| 1973                     | William H. Reynolds | The Sting          | Venceu   | Gay        | [ 44 ]     |
| 1977                     | William H. Reynolds | The Turning Point  | Indicado | Gay        | [ 44 ]     |
| 2017                     | Tatiana S. Riegel   | Eu, Tonya          | Indicada | Lésbica    | [ 120 ]    |
| 2018                     | John Ottman         | Bohemian Rhapsody  | Venceu   | Gay        | [ 121 ]    |

## Melhor Maquiagem e Penteados
| Melhor Maquiagem e Penteados |                     |                                                                |          |            |            |
| Ano                          | Nome                | Filme                                                          | Status   | Demografia | Referência |
| 1992                         | Matthew W. Mungle   | Drácula de Bram Stoker                                         | Venceu   | Gay        | [ 122 ]    |
| 1993                         | Matthew W. Mungle   | A Lista de Schindler                                           | Indicado | Gay        | [ 122 ]    |
| 1996                         | Matthew W. Mungle   | Fantasmas do Passado                                           | Indicado | Gay        | [ 122 ]    |
| 2002                         | John E. Jackson     | Frida                                                          | Venceu   | Gay        | [ 122 ]    |
| 2005                         | Tami Lane           | The Chronicles of Narnia: The Lion, the Witch and the Wardrobe | Venceu   | Lésbica    | [ 123 ]    |
| 2011                         | J. Roy Helland      | A Dama de Ferro                                                | Venceu   | Gay        | [ 124 ]    |
| 2011                         | Matthew W. Mungle   | Albert Nobbs                                                   | Indicado | Gay        | [ 122 ]    |
| 2012                         | Tami Lane           | The Hobbit: An Unexpected Journey                              | Indicada | Lésbica    | [ 123 ]    |
| 2020                         | Matthew W. Mungle   | Hillbilly Elegy                                                | Indicado | Gay        | [ 122 ]    |
| 2020                         | Sergio Lopez-Rivera | Ma Rainey's Black Bottom                                       | Venceu   | Gay        |            |
| 2021                         | Frederic Aspiras    | Casa Gucci                                                     | Indicado | Gay        | [ 125 ]    |

## Melhor Música, Melhor Trilha Sonora Original
| Oscar de Trilha Sonora Original |                        |                              |           |            |
| Ano                             | Nome                   | Filme                        | Status    | Referência |
| 1939                            | Aaron Copland          | Of Mice and Men              | Indicado  | [ 126 ]    |
| 1940                            | Aaron Copland          | Our Town                     | Indicado  | [ 126 ]    |
| 1943                            | Aaron Copland          | A Estrela do Norte           | Indicado  | [ 126 ]    |
| 1949                            | Aaron Copland          | The Heiress                  | Venceu    | [ 126 ]    |
| 1954                            | Leonard Bernstein      | On the Waterfront            | Indicado  | [ 127 ]    |
| 1965                            | Jacques Demy           | Les Parapluies de Cherbourg  | Indicado  | [ 128 ]    |
| 1967                            | Richard Rodney Bennett | Far from the Madding Crowd   | Indicado  | [ 129 ]    |
| 1971                            | Richard Rodney Bennett | Nicholas and Alexandra       | Indicado  | [ 129 ]    |
| 1974                            | Richard Rodney Bennett | Murder on the Orient Express | Indicado  | [ 129 ]    |
| 1980                            | John Corigliano        | Viagens Alucinantes          | Indicado  | [ 130 ]    |
| 1992                            | Richard Robbins        | Howards End                  | Indicado  | [ 131 ]    |
| 1993                            | Richard Robbins        | The Remains of the Day       | Indicado  | [ 131 ]    |
| 1995                            | Marc Shaiman           | The American President       | Indicado  | [ 132 ]    |
| 1996                            | Marc Shaiman           | The First Wives Club         | Indicado  | [ 132 ]    |
| 1998                            | Marc Shaiman           | Patch Adams                  | Indicado  | [ 132 ]    |
| 1999                            | John Corigliano        | O Violino Vermelho           | Venceu    | [ 130 ]    |
| 2013                            | Owen Pallett           | Her                          | Indicado  | [ 133 ]    |
| 2016                            | Mica Levi              | Jackie                       | Indicados | [ 134 ]    |
| 2018                            | Marc Shaiman           | Mary Poppins Returns         | Indicado  | [ 132 ]    |
| 2023                            | Laura Karpman          | American Fiction             | Indicado  |            |

## Melhor Música, Trilha Sonora Original ou Adaptação
| Oscar de Música Original ou Adaptação |                    |                                                  |          |                                                                      |            |
| Ano                                   | Nome               | Filme                                            | Status   | Marco                                                                | Referência |
| 1939                                  | Aaron Copland      | Of Mice and Men                                  | Indicado |                                                                      | [ 126 ]    |
| 1939                                  | Roger Edens        | Babes in Arms                                    | Indicado |                                                                      | [ 135 ]    |
| 1940                                  | Aaron Copland      | Our Town                                         | Indicado |                                                                      | [ 126 ]    |
| 1940                                  | Roger Edens        | Strike Up the Band                               | Indicado |                                                                      | [ 135 ]    |
| 1942                                  | Roger Edens        | For Me and My Gal                                | Indicado |                                                                      | [ 135 ]    |
| 1948                                  | Roger Edens        | Easter Parade                                    | Venceu   | Único compositor a ganhar três prêmios consecutivos nesta categoria. | [ 135 ]    |
| 1949                                  | Roger Edens        | On the Town                                      | Venceu   | Único compositor a ganhar três prêmios consecutivos nesta categoria. | [ 135 ]    |
| 1950                                  | Roger Edens        | Annie Get Your Gun                               | Venceu   | Único compositor a ganhar três prêmios consecutivos nesta categoria. | [ 135 ]    |
| 1952                                  | Gian Carlo Menotti | La medium                                        | Indicado |                                                                      | [ 136 ]    |
| 1968                                  | Jacques Demy       | Les Demoiselles de Rochefort                     | Indicado |                                                                      | [ 128 ]    |
| 1970                                  | Rod McKuen         | A Boy Named Charlie Brown                        | Indicado |                                                                      | [ 137 ]    |
| 1972                                  | Ralph Burns        | Cabaret                                          | Venceu   |                                                                      | [ 138 ]    |
| 1974                                  | Frederick Loewe    | The Little Prince                                | Indicado |                                                                      | [ 139 ]    |
| 1974                                  | Angela Morley      | The Little Prince                                | Indicada | Primeira indicada abertamente transgênero ao Oscar                   | [ 140 ]    |
| 1977                                  | Angela Morley      | The Slipper and the Rose—The Story of Cinderella | Indicado |                                                                      | [ 140 ]    |
| 1979                                  | Ralph Burns        | All That Jazz                                    | Venceu   |                                                                      | [ 138 ]    |
| 1982                                  | Ralph Burns        | Annie                                            | Indicado |                                                                      | [ 138 ]    |

## Melhor Música, Canção Original
| Oscar de Melhor Canção Original |                   |                                    |                                         |                    |                   | |            |
| Ano                             | Nome              | Filme                              | Canção                                  | Status             | Demografia        | Observação | Referência |
| 1936                            | Cole Porter       | Born to Dance                      | "I've Got You Under My Skin"            | Indicado           | Gay               | | [ 141 ]    |
| 1940                            | Roger Edens       | Strike Up the Band                 | "Our Love Affair"                       | Indicado           | Gay               | | [ 135 ]    |
| 1941                            | Cole Porter       | You'll Never Get Rich              | "Since I Kissed My Baby Goodbye"        | Indicado           | Gay               | | [ 141 ]    |
| 1943                            | Cole Porter       | Something to Shout About           | "You'd Be So Nice to Come Home To"      | Indicado           | Gay               | | [ 141 ]    |
| 1947                            | Roger Edens       | Good News                          | "Pass That Peace Pipe"                  | Indicado           | Gay               | | [ 135 ]    |
| 1956                            | Cole Porter       | Alta Sociedade                     | "True Love"                             | Indicado           | Gay               | | [ 141 ]    |
| 1958                            | Frederick Loewe   | Gigi                               | "Gigi"                                  | Venceu             | Gay               | | [ 139 ]    |
| 1960                            | Manos Hatzidakis  | Never on Sunday                    | "Never on Sunday"                       | Venceu             | Gay               | | [ 142 ]    |
| 1965                            | Jacques Demy      | Les Parapluies de Cherbourg        | "I Will Wait for You"                   | Indicado           | Bissexual         | | [ 128 ]    |
| 1969                            | Rod McKuen        | The Prime of Miss Jean Brodie      | "Jean"                                  | Indicado           | Queer             | | [ 137 ]    |
| 1974                            | Frederick Loewe   | The Little Prince                  | "Little Prince"                         | Indicado           | Gay               | | [ 139 ]    |
| 1975                            | John Kander       | Funny Lady                         | "How Lucky Can You Get"                 | Indicado           | Gay               | | [ 143 ]    |
| 1978                            | Paul Jabara       | Thank God It's Friday              | "Last Dance"                            | Venceu             | Gay               | | [ 144 ]    |
| 1980                            | Lesley Gore       | Fama                               | "Out Here on My Own"                    | Indicada           | Lésbica           | | [ 145 ]    |
| 1982                            | Peter Allen       | Arthur                             | "Arthur's Theme (Best That You Can Do)" | Venceu             | Gay               | | [ 146 ]    |
| 1986                            | Howard Ashman     | Little Shop of Horrors             | "Mean Green Mother from Outer Space"    | Indicado           | Gay               | | [ 130 ]    |
| 1989                            | Howard Ashman     | A Pequena Sereia                   | "Kiss the Girl"                         | Indicado           | Gay               | | [ 130 ]    |
| 1989                            | Howard Ashman     | A Pequena Sereia                   | "Under the Sea"                         | Venceu             | Gay               | | [ 130 ]    |
| 1990                            | Stephen Sondheim  | Dick Tracy                         | "Sooner or Later"                       | Venceu             | Gay               | | [ 130 ]    |

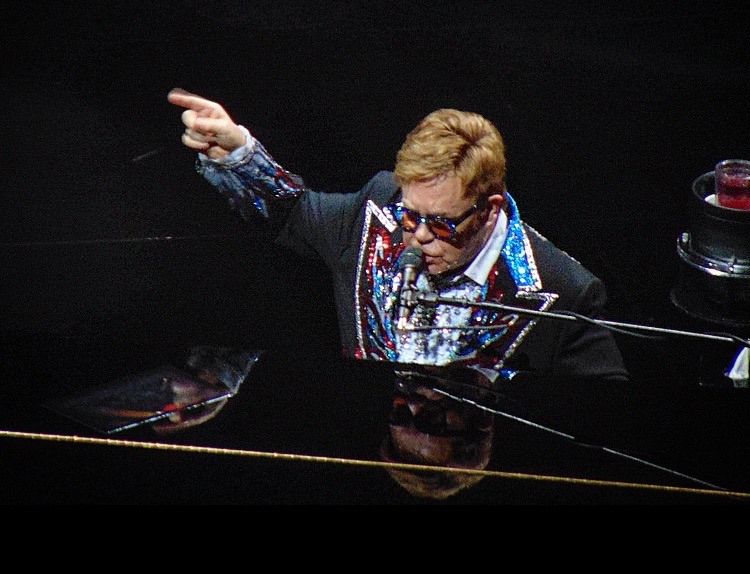
Elton John, gay, vencedor de 2 Oscars, indicado a 5.

| 1991                            | Howard Ashman     | Beauty and the Beast               | "Be Our Guest"                          | Indicado (póstumo) | Gay               | Primeira pessoa com AIDS a receber um prêmio póstumo e indicações. Primeiro gay a receber duas vezes o prêmio de Melhor Canção Original. | [ 130 ]    |
| 1991                            | Howard Ashman     | Beauty and the Beast               | "Beauty and the Beast"                  | Venceu (póstumo)   | Gay               | Primeira pessoa com AIDS a receber um prêmio póstumo e indicações. Primeiro gay a receber duas vezes o prêmio de Melhor Canção Original. | [ 130 ]    |
| 1991                            | Howard Ashman     | Beauty and the Beast               | "Belle"                                 | Indicado (póstumo) | Gay               | Primeira pessoa com AIDS a receber um prêmio póstumo e indicações. Primeiro gay a receber duas vezes o prêmio de Melhor Canção Original. | [ 130 ]    |
| 1992                            | Howard Ashman     | Aladdin                            | "Friend Like Me"                        | Indicado (póstumo) | Gay               | Primeira pessoa com AIDS a receber um prêmio póstumo e indicações. Primeiro gay a receber duas vezes o prêmio de Melhor Canção Original. | [ 130 ]    |
| 1993                            | Marc Shaiman      | Sintonia de Amor                   | "A Wink and a Smile"                    | Indicado           | Gay               | | [ 132 ]    |
| 1994                            | Elton John        | O Rei Leão                         | "Can You Feel the Love Tonight"         | Venceu             | Gay               | | [ 147 ]    |
| 1994                            | Elton John        | O Rei Leão                         | "Circle of Life"                        | Indicado           | Gay               | | [ 147 ]    |
| 1994                            | Elton John        | O Rei Leão                         | "Hakuna Matata"                         | Indicado           | Gay               | | [ 147 ]    |
| 1999                            | Marc Shaiman      | South Park: Bigger, Longer & Uncut | "Blame Canada"                          | Indicado           | Gay               | | [ 132 ]    |
| 2002                            | John Kander       | Chicago                            | "I Move On"                             | Indicado           | Gay               | | [ 143 ]    |
| 2006                            | Melissa Etheridge | Uma Verdade Inconveniente          | "I Need to Wake Up"                     | Venceu             | Lésbica           | Primeira vencedora abertamente lésbica por Canção Original | [ 130 ]    |
| 2006                            | Henry Krieger     | Dreamgirls                         | "Listen"                                | Indicado           | Gay               | | [ 148 ]    |
| 2006                            | Henry Krieger     | Dreamgirls                         | "Love You I Do"                         | Indicado           | Gay               | | [ 148 ]    |
| 2006                            | Henry Krieger     | Dreamgirls                         | "Patience"                              | Indicado           | Gay               | | [ 148 ]    |
| 2015                            | Anohni            | Racing Extinction                  | "Manta Ray"                             | Indicada           | Transgênero       | Primeira pessoa abertamente transgênero indicada a Canção Original | [ 149 ]    |
| 2015                            | Lady Gaga         | The Hunting Ground                 | "Til It Happens to You"                 | Indicada           | Bissexual         | |            |
| 2015                            | Sam Smith         | Spectre                            | "Writing's on the Wall"                 | Venceram           | Gay e não binário | Declarou-se incorretamente como a primeira pessoa assumidamente gay a ganhar um Oscar durante seu discurso de aceitação, após interpretar mal uma entrevista onde Sir Ian McKellen disse que nenhum ator assumidamente gay havia vencido na categoria Ator Principal. Mais tarde, eles pediram desculpas pelo erro e justificaram que seu objetivo era iluminar a comunidade LGBTQ. | [ 147 ]    |
| 2016                            | Benj Pasek        | La La Land                         | "Audition (The Fools Who Dream)"        | Indicado           | Gay               | | [ 150 ]    |
| 2016                            | Benj Pasek        | La La Land                         | "City of Stars"                         | Venceu             | Gay               | | [ 150 ]    |
| 2017                            | Benj Pasek        | The Greatest Showman               | "This Is Me"                            | Indicado           | Gay               | | [ 150 ]    |
| 2017                            | Sufjan Stevens    | Call Me by Your Name               | "Mystery of Love"                       | Indicado           | Gay               | | [ 151 ]    |
| 2018                            | Lady Gaga         | A Star Is Born                     | "Shallow"                               | Venceu             | Bissexual         | |            |
| 2018                            | Marc Shaiman      | Mary Poppins Returns               | "The Place Where Lost Things Go"        | Indicado           | Gay               | | [ 152 ]    |
| 2018                            | Scott Wittman     | Mary Poppins Returns               | "The Place Where Lost Things Go"        | Indicado           | Gay               | | [ 152 ]    |
| 2019                            | Elton John        | Rocketman                          | "(I'm Gonna) Love Me Again"             | Venceu             | Gay               | | [ 147 ]    |
| 2019                            | Cynthia Erivo     | Harriet                            | "Stand Up"                              | Indicada           | Bissexual         | |            |
| 2021                            | Billie Eilish     | 007 - Sem Tempo para Morrer        | "No Time to Die"                        | Venceu             | Bissexual         | | [ 153 ]    |
| 2022                            | Lady Gaga         | Top Gun: Maverick                  | "Hold My Hand"                          | Indicada           | Bissexual         | |            |
| 2023                            | Billie Eilish     | Barbie                             | "What Was I Made For?"                  | Venceu             | Bissexual         | |            |
| 2024                            | Elton John        | Elton John: Never Too Late         | "Never Too Late"                        | Indicado           | Gay               | | [ 154 ]    |
| 2024                            | Brandi Carlile    | Elton John: Never Too Late         | "Never Too Late"                        | Indicada           | Lésbica           | | [ 154 ]    |

## Melhor Filme
| Oscar de Melhor Filme |                    |                                     |          |            |            |
| Ano                   | Nome               | Filme                               | Status   | Demografia | Referência |
| 1963                  | Tony Richardson    | Tom Jones                           | Venceu   | Bissexual  |            |
| 1970                  | Ross Hunter        | Aeroporto                           | Indicado | Gay        | [ 155 ]    |
| 1985                  | David Weisman      | O Beijo da Mulher Aranha            | Indicado | Gay        |            |
| 1986                  | Ismail Merchant    | A Room with a View                  | Indicado | Gay        | [ 100 ]    |
| 1992                  | Ismail Merchant    | Howards End                         | Indicado | Gay        | [ 100 ]    |
| 1993                  | Ismail Merchant    | The Remains of the Day              | Indicado | Gay        | [ 100 ]    |
| 1999                  | Bruce Cohen        | Beleza Americana                    | Venceu   | Gay        | [ 156 ]    |
| 1999                  | Dan Jinks          | Beleza Americana                    | Venceu   | Gay        | [ 156 ]    |
| 2002                  | Scott Rudin        | As Horas                            | Indicado | Gay        | [ 130 ]    |
| 2007                  | Scott Rudin        | No Country for Old Men              | Venceu   | Gay        | [ 130 ]    |
| 2007                  | Scott Rudin        | There Will Be Blood                 | Indicado | Gay        | [ 130 ]    |
| 2008                  | Bruce Cohen        | Milk                                | Indicado | Gay        | [ 156 ]    |
| 2008                  | Dan Jinks          | Milk                                | Indicado | Gay        | [ 156 ]    |
| 2009                  | Lee Daniels        | Precious                            | Indicado | Gay        | [ 105 ]    |
| 2010                  | Darla K. Anderson  | Toy Story 3                         | Indicada | Lésbica    | [ 70 ]     |
| 2010                  | Iain Canning       | O Discurso do Rei                   | Venceu   | Gay        | [ 157 ]    |
| 2010                  | Scott Rudin        | A Rede Social                       | Indicado | Gay        | [ 130 ]    |
| 2010                  | Scott Rudin        | True Grit                           | Indicado | Gay        | [ 130 ]    |
| 2011                  | Scott Rudin        | Extremely Loud and Incredibly Close | Indicado | Gay        | [ 130 ]    |
| 2012                  | Bruce Cohen        | Silver Linings Playbook             | Indicado | Gay        | [ 156 ]    |
| 2012                  | Megan Ellison      | Zero Dark Thirty                    | Indicada | Lésbica    | [ 158 ]    |
| 2012                  | Cameron Mackintosh | Os Miseráveis                       | Indicado | Gay        | [ 159 ]    |
| 2013                  | Megan Ellison      | American Hustle                     | Indicada | Lésbica    | [ 158 ]    |
| 2013                  | Megan Ellison      | Her                                 | Indicada | Lésbica    | [ 158 ]    |
| 2013                  | Scott Rudin        | Capitão Phillips                    | Indicado | Gay        | [ 130 ]    |
| 2014                  | Scott Rudin        | The Grand Budapest Hotel            | Indicado | Gay        | [ 130 ]    |
| 2016                  | Scott Rudin        | Fences                              | Indicado | Gay        | [ 130 ]    |
| 2016                  | Iain Canning       | Lion                                | Indicado | Gay        | [ 157 ]    |
| 2017                  | Megan Ellison      | Phantom Thread                      | Indicada | Lésbica    | [ 158 ]    |
| 2017                  | Luca Guadagnino    | Call Me by Your Name                | Indicado | Gay        | [ 160 ]    |
| 2017                  | Peter Spears       | Call Me by Your Name                | Indicado | Gay        | [ 161 ]    |
| 2017                  | Scott Rudin        | Lady Bird                           | Indicado | Gay        | [ 130 ]    |
| 2020                  | Peter Spears       | Nomadland                           | Venceu   | Gay        | [ 161 ]    |
| 2021                  | Iain Canning       | The Power of the Dog                | Indicado | Gay        | [ 157 ]    |
| 2022                  | Tony Kushner       | Os Fabelmans                        | Indicado | Gay        | [ 162 ]    |
| 2023                  | Christine Vachon   | Past Lives                          | Indicada | Lésbica    |            |

### Vencedores e indicados de Melhor Filme com temas LGBTQ
| Ano  | Título                            | Status   | Tema relevante      | Referência |
| ---- | --------------------------------- | -------- | ------------------- | ---------- |
| 1969 | Midnight Cowboy                   | Venceu   | Bissexual           |            |
| 1972 | Cabaret                           | Indicado | Bissexual           |            |
| 1975 | Dog Day Afternoon                 | Indicado | Transgênero         |            |
| 1985 | O Beijo da Mulher Aranha          | Indicado | Gay                 |            |
| 1991 | O Silêncio dos Inocentes          | Venceu   | Transgênero         |            |
| 1992 | The Crying Game                   | Indicado | Transgênero         |            |
| 1999 | Beleza Americana                  | Venceu   | Gay                 |            |
| 2002 | As Horas                          | Indicado | Lésbica e Gay       |            |
| 2005 | O Segredo de Brokeback Mountain   | Indicado | Gay                 |            |
| 2005 | Capote                            | Indicado | Gay                 |            |
| 2008 | Milk                              | Indicado | Gay                 |            |
| 2010 | Cisne Negro                       | Indicado | Bissexual           |            |
| 2010 | The Kids Are All Right            | Indicado | Lésbica             |            |
| 2013 | Dallas Buyers Club                | Indicado | Queer Transgênero   |            |
| 2014 | O Jogo da Imitação                | Indicado | Gay                 |            |
| 2016 | Moonlight                         | Venceu   | Gay                 |            |
| 2017 | Call Me by Your Name              | Indicado | Bissexual           |            |
| 2018 | Bohemian Rhapsody                 | Indicado | Bissexual           |            |
| 2018 | A Favorita                        | Indicado | Lésbica e bissexual |            |
| 2021 | The Power of the Dog              | Indicado | Queer               |            |
| 2022 | Everything Everywhere All at Once | Venceu   | Lésbica e bissexual |            |
| 2022 | Tár                               | Indicado | Lésbica e bissexual |            |
| 2023 | American Fiction                  | Indicado | Gay                 |            |
| 2023 | Anatomie d'une chute              | Indicado | Bissexual           |            |
| 2023 | Maestro                           | Indicado | Bissexual           |            |
| 2024 | Emilia Pérez                      | Indicado | Transgênero         |            |

## Melhor Design de Produção
| Oscar de Melhor Design de Produção |                       |                                           |          |            |
| Ano                                | Nome                  | Filme                                     | Status   | Referência |
| 1936                               | Edwin B. Willis       | The Great Ziegfeld                        | Indicado | [ 44 ]     |
| 1936                               | Edwin B. Willis       | Romeo and Juliet                          | Indicado | [ 44 ]     |
| 1941                               | Howard Bristol        | The Little Foxes                          | Indicado | [ 44 ]     |
| 1941                               | Samuel M. Comer       | Hold Back the Dawn                        | Indicado | [ 44 ]     |
| 1941                               | Edwin B. Willis       | Blossoms in the Dust                      | Venceu   | [ 44 ]     |
| 1941                               | Edwin B. Willis       | When Ladies Meet                          | Indicado | [ 44 ]     |
| 1942                               | Howard Bristol        | The Pride of the Yankees                  | Indicado | [ 44 ]     |
| 1942                               | Samuel M. Comer       | Take a Letter, Darling                    | Indicado | [ 44 ]     |
| 1942                               | Jack D. Moore         | Random Harvest                            | Indicado | [ 44 ]     |
| 1942                               | Edwin B. Willis       | Random Harvest                            | Indicado | [ 44 ]     |
| 1943                               | Howard Bristol        | A Estrela do Norte                        | Indicado | [ 44 ]     |
| 1943                               | George James Hopkins  | Mission to Moscow                         | Indicado | [ 18 ]     |
| 1943                               | George James Hopkins  | This Is the Army                          | Indicado | [ 18 ]     |
| 1943                               | Edwin B. Willis       | Madame Curie                              | Indicado | [ 44 ]     |
| 1943                               | Edwin B. Willis       | Thousands Cheer                           | Indicado | [ 44 ]     |
| 1944                               | Howard Bristol        | A Princesa e o Pirata                     | Indicado | [ 44 ]     |
| 1944                               | Samuel M. Comer       | No Time for Love                          | Indicado | [ 44 ]     |
| 1944                               | Edwin B. Willis       | Gaslight                                  | Venceu   | [ 44 ]     |
| 1944                               | Edwin B. Willis       | Kismet                                    | Indicado | [ 44 ]     |
| 1944                               | Richard Pefferle      | Kismet                                    | Indicado | [ 44 ]     |
| 1945                               | Samuel M. Comer       | A Gaivota Negra                           | Venceu   | [ 44 ]     |
| 1945                               | Samuel M. Comer       | Love Letters                              | Indicado | [ 44 ]     |
| 1945                               | Edwin B. Willis       | National Velvet                           | Indicado | [ 44 ]     |
| 1945                               | Edwin B. Willis       | O Retrato de Dorian Gray                  | Indicado | [ 44 ]     |
| 1946                               | Samuel M. Comer       | Kitty                                     | Indicado | [ 44 ]     |
| 1946                               | Paul S. Fox           | O Fio da Navalha                          | Indicado | [ 44 ]     |
| 1946                               | Edwin B. Willis       | The Yearling                              | Venceu   | [ 44 ]     |
| 1947                               | Paul S. Fox           | The Foxes of Harrow                       | Indicado | [ 44 ]     |
| 1947                               | George James Hopkins  | Life with Father                          | Indicado | [ 18 ]     |
| 1949                               | Paul S. Fox           | Come to the Stable                        | Indicado | [ 44 ]     |
| 1949                               | Jack D. Moore         | Little Women                              | Venceu   | [ 44 ]     |
| 1949                               | Edwin B. Willis       | Little Women                              | Venceu   | [ 44 ]     |
| 1949                               | Edwin B. Willis       | Madame Bovary                             | Indicado | [ 44 ]     |
| 1950                               | Samuel M. Comer       | Sansão e Dalila                           | Venceu   | [ 44 ]     |
| 1950                               | Samuel M. Comer       | Sunset Boulevard                          | Venceu   | [ 44 ]     |
| 1950                               | Edwin B. Willis       | Annie Get Your Gun                        | Indicado | [ 44 ]     |
| 1950                               | Edwin B. Willis       | The Red Danube                            | Indicado | [ 44 ]     |
| 1951                               | Paul S. Fox           | David and Bathsheba                       | Indicado | [ 44 ]     |
| 1951                               | Paul S. Fox           | House on Telegraph Hill                   | Indicado | [ 44 ]     |
| 1951                               | F. Keogh Gleason      | An American in Paris                      | Venceu   | [ 44 ]     |
| 1951                               | George James Hopkins  | A Streetcar Named Desire                  | Venceu   | [ 18 ]     |
| 1951                               | Jack D. Moore         | Too Young to Kiss                         | Indicado | [ 44 ]     |
| 1951                               | Edwin B. Willis       | An American in Paris                      | Venceu   | [ 44 ]     |
| 1951                               | Edwin B. Willis       | Too Young to Kiss                         | Indicado | [ 44 ]     |
| 1952                               | Howard Bristol        | Hans Christian Andersen                   | Indicado | [ 44 ]     |
| 1952                               | Paul S. Fox           | As Neves do Kilimanjaro                   | Indicado | [ 44 ]     |
| 1952                               | F. Keogh Gleason      | The Bad and the Beautiful                 | Venceu   | [ 44 ]     |
| 1952                               | Arthur Krams          | The Merry Widow                           | Indicado | [ 44 ]     |
| 1952                               | Edwin B. Willis       | The Bad and the Beautiful                 | Venceu   | [ 44 ]     |
| 1952                               | Edwin B. Willis       | The Merry Widow                           | Indicado | [ 44 ]     |
| 1953                               | Paul S. Fox           | The President's Lady                      | Indicado | [ 44 ]     |
| 1953                               | Paul S. Fox           | The Robe                                  | Venceu   | [ 44 ]     |
| 1953                               | F. Keogh Gleason      | A História de Três Amores                 | Indicado | [ 44 ]     |
| 1953                               | Arthur Krams          | Lili                                      | Indicado | [ 44 ]     |
| 1953                               | Arthur Krams          | A História de Três Amores                 | Indicado | [ 44 ]     |
| 1953                               | Jack D. Moore         | A História de Três Amores                 | Indicado | [ 44 ]     |
| 1953                               | Jack D. Moore         | Young Bess                                | Indicado | [ 44 ]     |
| 1953                               | Edwin B. Willis       | Júlio César                               | Venceu   | [ 44 ]     |
| 1953                               | Edwin B. Willis       | Lili                                      | Indicado | [ 44 ]     |
| 1953                               | Edwin B. Willis       | A História de Três Amores                 | Indicado | [ 44 ]     |
| 1953                               | Edwin B. Willis       | Young Bess                                | Indicado | [ 44 ]     |
| 1954                               | Samuel M. Comer       | The Country Girl                          | Indicado | [ 44 ]     |
| 1954                               | Samuel M. Comer       | Red Garters                               | Indicado | [ 44 ]     |
| 1954                               | Samuel M. Comer       | Sabrina                                   | Indicado | [ 44 ]     |
| 1954                               | Paul S. Fox           | Désirée                                   | Indicado | [ 44 ]     |
| 1954                               | F. Keogh Gleason      | Brigadoon                                 | Indicado | [ 44 ]     |
| 1954                               | George James Hopkins  | A Star Is Born                            | Indicado | [ 18 ]     |
| 1954                               | Irene Sharaff         | A Star Is Born                            | Indicada | [ 79 ]     |
| 1954                               | Edwin B. Willis       | Brigadoon                                 | Indicado | [ 44 ]     |
| 1954                               | Edwin B. Willis       | Executive Suite                           | Indicado | [ 44 ]     |
| 1955                               | Howard Bristol        | Guys and Dolls                            | Indicado | [ 44 ]     |
| 1955                               | Samuel M. Comer       | A Rosa Tatuada                            | Venceu   | [ 44 ]     |
| 1955                               | Samuel M. Comer       | Ladrão de Casaca                          | Indicado | [ 44 ]     |
| 1955                               | Paul S. Fox           | Daddy Long Legs                           | Indicado | [ 44 ]     |
| 1955                               | Henry Grace           | Sementes de Violência                     | Indicado | [ 44 ]     |
| 1955                               | Arthur Krams          | A Rosa Tatuada                            | Venceu   | [ 44 ]     |
| 1955                               | Arthur Krams          | Ladrão de Casaca                          | Indicado | [ 44 ]     |
| 1955                               | Oliver Smith          | Guys and Dolls                            | Indicado | [ 163 ]    |
| 1955                               | Edwin B. Willis       | Sementes de Violência                     | Indicado | [ 44 ]     |
| 1955                               | Edwin B. Willis       | I'll Cry Tomorrow                         | Indicado | [ 44 ]     |
| 1956                               | Samuel M. Comer       | The Proud and Profane                     | Indicado | [ 44 ]     |
| 1956                               | Samuel M. Comer       | Os Dez Mandamentos                        | Indicado | [ 44 ]     |
| 1956                               | Ross J. Dowd          | A Volta ao Mundo em 80 Dias               | Indicado | [ 44 ]     |
| 1956                               | Paul S. Fox           | O Rei e Eu                                | Venceu   | [ 44 ]     |
| 1956                               | F. Keogh Gleason      | Lust for Life                             | Indicado | [ 44 ]     |
| 1956                               | F. Keogh Gleason      | Somebody Up There Likes Me                | Venceu   | [ 44 ]     |
| 1956                               | Edwin B. Willis       | Lust for Life                             | Indicado | [ 44 ]     |
| 1956                               | Edwin B. Willis       | Somebody Up There Likes Me                | Venceu   | [ 44 ]     |
| 1957                               | Samuel M. Comer       | Funny Face                                | Indicado | [ 44 ]     |
| 1957                               | Richard Pefferle      | Les Girls                                 | Indicado | [ 44 ]     |
| 1957                               | Edwin B. Willis       | Les Girls                                 | Indicado | [ 44 ]     |
| 1957                               | Edwin B. Willis       | A Árvore da Vida                          | Indicado | [ 44 ]     |
| 1958                               | Samuel M. Comer       | Vertigo                                   | Indicado | [ 44 ]     |
| 1958                               | Paul S. Fox           | A Certain Smile                           | Indicado | [ 44 ]     |
| 1958                               | F. Keogh Gleason      | Gigi                                      | Venceu   | [ 44 ]     |
| 1958                               | Henry Grace           | Gigi                                      | Venceu   | [ 44 ]     |
| 1958                               | George James Hopkins  | Auntie Mame                               | Indicado | [ 18 ]     |
| 1959                               | Paul S. Fox           | Career                                    | Indicado | [ 44 ]     |
| 1959                               | Henry Grace           | Intriga Internacional                     | Indicado | [ 44 ]     |
| 1959                               | Arthur Krams          | Career                                    | Indicado | [ 44 ]     |
| 1959                               | Oliver Messel         | Suddenly, Last Summer                     | Indicado | [ 164 ]    |
| 1960                               | Samuel M. Comer       | It Started in Naples                      | Indicado | [ 44 ]     |
| 1960                               | Samuel M. Comer       | Visit to a Small Planet                   | Indicado | [ 44 ]     |
| 1960                               | Ross J. Dowd          | The Facts of Life                         | Indicado | [ 44 ]     |
| 1960                               | Henry Grace           | Cimarron                                  | Indicado | [ 44 ]     |
| 1960                               | George James Hopkins  | Sunrise at Campobello                     | Indicado | [ 18 ]     |
| 1960                               | Arthur Krams          | Visit to a Small Planet                   | Indicado | [ 44 ]     |
| 1961                               | Howard Bristol        | Flower Drum Song                          | Indicado | [ 44 ]     |
| 1961                               | Samuel M. Comer       | Breakfast at Tiffany's                    | Indicado | [ 44 ]     |
| 1961                               | Samuel M. Comer       | Summer and Smoke                          | Indicado | [ 44 ]     |
| 1961                               | Piero Gherardi        | A Doce Vida                               | Indicado | [ 81 ]     |
| 1961                               | Arthur Krams          | Summer and Smoke                          | Indicado | [ 44 ]     |
| 1962                               | Samuel M. Comer       | The Pigeon That Took Rome                 | Indicado | [ 44 ]     |
| 1962                               | Henry Grace           | Mutiny on the Bounty                      | Indicado | [ 44 ]     |
| 1962                               | Henry Grace           | Period of Adjustment                      | Indicado | [ 44 ]     |
| 1962                               | Henry Grace           | The Wonderful World of the Brothers Grimm | Indicado | [ 44 ]     |
| 1962                               | George James Hopkins  | Days of Wine and Roses                    | Indicado | [ 18 ]     |
| 1962                               | George James Hopkins  | The Music Man                             | Indicado | [ 18 ]     |
| 1963                               | Samuel M. Comer       | Come Blow Your Horn                       | Indicado | [ 44 ]     |
| 1963                               | Samuel M. Comer       | Hud                                       | Indicado | [ 44 ]     |
| 1963                               | Samuel M. Comer       | Love with the Proper Stranger             | Indicado | [ 44 ]     |
| 1963                               | Paul S. Fox           | Cleopatra                                 | Venceu   | [ 44 ]     |
| 1963                               | Piero Gherardi        | 8½                                        | Indicado | [ 81 ]     |
| 1963                               | Henry Grace           | A Conquista do Oeste                      | Indicado | [ 44 ]     |
| 1963                               | Henry Grace           | Twilight of Honor                         | Indicado | [ 44 ]     |
| 1964                               | Cecil Beaton          | My Fair Lady                              | Venceu   | [ 79 ]     |
| 1964                               | Henry Grace           | The Americanization of Emily              | Indicado | [ 44 ]     |
| 1964                               | Henry Grace           | The Unsinkable Molly Brown                | Indicado | [ 44 ]     |
| 1964                               | George James Hopkins  | My Fair Lady                              | Venceu   | [ 18 ]     |
| 1965                               | Henry Grace           | A Patch of Blue                           | Indicado | [ 44 ]     |
| 1965                               | George James Hopkins  | Inside Daisy Clover                       | Indicado | [ 18 ]     |
| 1966                               | Piero Gherardi        | Julieta dos Espíritos                     | Indicado | [ 81 ]     |
| 1966                               | Henry Grace           | Mister Buddwing                           | Indicado | [ 44 ]     |
| 1966                               | George James Hopkins  | Quem Tem Medo de Virginia Woolf?          | Venceu   | [ 18 ]     |
| 1967                               | Howard Bristol        | Thoroughly Modern Millie                  | Indicado | [ 44 ]     |
| 1968                               | Howard Bristol        | Star!                                     | Indicado | [ 44 ]     |
| 1969                               | George James Hopkins  | Hello, Dolly!                             | Venceu   | [ 18 ]     |
| 1969                               | Jack D. Moore         | Sweet Charity                             | Indicado | [ 44 ]     |
| 1970                               | Samuel M. Comer       | Tora! Tora! Tora!                         | Indicado | [ 44 ]     |
| 1970                               | Arthur Krams          | Tora! Tora! Tora!                         | Indicado | [ 44 ]     |
| 1970                               | Jack D. Moore         | Aeroporto                                 | Indicado | [ 44 ]     |
| 1982                               | Franco Zeffirelli     | La traviata                               | Indicado | [ 99 ]     |
| 1987                               | Ferdinando Scarfiotti | O Último Imperador                        | Venceu   | [ 165 ]    |
| 1992                               | Ferdinando Scarfiotti | Toys                                      | Indicado | [ 165 ]    |
| 2005                               | Jan Pascale           | Boa Noite, e Boa Sorte                    | Indicada | [ 166 ]    |
| 2012                               | Lee Sandales          | War Horse                                 | Indicado | [ 166 ]    |
| 2020                               | Jan Pascale           | Mank                                      | Venceu   |            |
| 2020                               | Lee Sandales          | 1917                                      | Indicado |            |
| 2024                               | Lee Sandales          | Wicked                                    | Venceu   | [ 167 ]    |

## Melhor Curta-metragem de Animação
| Oscar de Melhor Curta-metragem de Animação |                 |                |          |             |            |
| Ano                                        | Nome            | Filme          | Status   | Demografia  | Referência |
| 1969                                       | Ryan Larkin     | Walking        | Indicado | Bissexual   | [ 168 ]    |
| 2003                                       | Adam Elliot     | Harvie Krumpet | Venceu   | Gay         | [ 169 ]    |
| 2020                                       | Adrien Merigeau | Genius Loci    | Indicado | Não binário |            |

## Melhor Curta-metragem em Live Action
| Oscar de Melhor Curta-metragem em Live Action |                  |                       |          |            |            |
| Ano                                           | Nome             | Filme                 | Status   | Demografia | Referência |
| 1952                                          | Norman McLaren   | Neighbours            | Indicado | Gay        | [ 116 ]    |
| 1957                                          | Norman McLaren   | A Chairy Tale         | Indicado | Gay        | [ 116 ]    |
| 1960                                          | Ismail Merchant  | The Creation of Woman | Indicado | Gay        | [ 100 ]    |
| 1992                                          | Christian Taylor | The Lady in Waiting   | Indicado | Gay        | [ 170 ]    |
| 1994                                          | Randy Stone      | Trevor                | Venceu   | Gay        | [ 171 ]    |
| 2020                                          | Travon Free      | Two Distant Strangers | Venceu   | Bissexual  | [ 172 ]    |

## Melhor Som
| Oscar de Melhor Som |                 |                 |          |            |            |
| Ano                 | Nome            | Filme           | Status   | Demografia | Referência |
| 2008                | Lora Hirschberg | The Dark Knight | Indicada | Lésbica    | [ 157 ]    |
| 2010                | Lora Hirschberg | A Origem        | Venceu   | Lésbica    | [ 157 ]    |

## Melhor Roteiro (Adaptado)
| Oscar de Melhor Roteiro Adaptado |                       |                                    |                                                                                 |          |                                                                |            |            |         |
| Ano                              | Nome                  | Filme                              | Adaptado de                                                                     | Status   | Marco                                                          | Demografia | Referência |         |
| 1944                             | John Van Druten       | Gaslight                           | Gaslight (peça) de Patrick Hamilton                                             | Indicado |                                                                | Gay        | [ 44 ]     |         |
| 1951                             | Tennessee Williams    | A Streetcar Named Desire           | A Streetcar Named Desire de Tennessee Williams                                  | Indicado |                                                                | Gay        | [ 173 ]    |         |
| 1956                             | Tennessee Williams    | Baby Doll                          | 27 Wagons Full of Cotton e The Unsatisfactory Supper de Tennessee Williams      | Indicado |                                                                | Gay        | [ 173 ]    |         |
| 1958                             | Terence Rattigan      | Vidas Separadas                    | Separate Tables (peça) de Terence Rattigan                                      | Indicado |                                                                | Gay        | [ 174 ]    |         |
| 1960                             | Gavin Lambert         | Sons and Lovers                    | Filhos e Amantes de D.H. Lawrence                                               | Indicado |                                                                | Gay        | [ 175 ]    |         |
| 1970                             | Larry Kramer          | Women in Love                      | Women in Love (livro) de D.H. Lawrence                                          | Indicado |                                                                | Gay        | [ 176 ]    |         |
| 1973                             | James Bridges         | The Paper Chase                    | The Paper Chase (livro) de John Jay Osborn Jr.                                  | Indicado |                                                                | Gay        | [ 177 ]    |         |
| 1974                             | Paul Dehn             | Murder on the Orient Express       | Murder on the Orient Express de Agatha Christie                                 | Indicado |                                                                | Gay        | [ 178 ]    |         |
| 1977                             | Gavin Lambert         | I Never Promised You a Rose Garden | I Never Promised You a Rose Garden (livro) de Joanne Greenberg                  | Indicado |                                                                | Gay        | [ 175 ]    |         |
| 1977                             | Peter Shaffer         | Equus                              | Equus de Peter Shaffer                                                          | Indicado |                                                                | Gay        | [ 179 ]    |         |
| 1980                             | David Stevens         | Breaker Morant                     | Breaker Morant (peça) de Kenneth G. Ross                                        | Indicado |                                                                | Gay        | [ 180 ]    |         |
| 1984                             | Peter Shaffer         | Amadeus                            | Amadeus de Peter Shaffer                                                        | Venceu   |                                                                | Gay        | [ 179 ]    |         |
| 1994                             | Alan Bennett          | The Madness of King George         | The Madness of George III de Alan Bennett                                       | Indicado |                                                                | Bissexual  | [ 181 ]    |         |
| 1998                             | Bill Condon           | Deuses e Monstros                  | Father of Frankenstein de Christopher Bram                                      | Venceu   |                                                                | Gay        | [ 130 ]    |         |
| 2002                             | Bill Condon           | Chicago                            | Chicago de Fred Ebb e Bob Fosse                                                 | Indicado |                                                                | Gay        | [ 130 ]    |         |
| 2005                             | Tony Kushner          | Munique                            | Vengeance (livro) de George Jonas                                               | Indicado |                                                                | Gay        | [ 162 ]    |         |
| 2010                             | Lee Unkrich           | Toy Story 3                        | Personagens do filme Toy Story de Pete Docter, Lasseter, Joe Ranft, & Stanton   | Indicado |                                                                | Bissexual  |            |         |
| 2011                             | John Logan            | Hugo                               | The Invention of Hugo Cabret de Brian Selznick                                  | Indicado |                                                                | Gay        |            | [ 182 ] |
| 2012                             | Tony Kushner          | Lincoln                            | Team of Rivals: The Political Genius of Abraham Lincoln de Doris Kearns Goodwin | Indicado |                                                                | Gay        | [ 162 ]    |         |
| 2012                             | Jim Rash              | Os Descendentes                    | The Descendants (livro) de Kaui Hart Hemmings                                   | Venceu   |                                                                | Gay        | [ 183 ]    |         |
| 2015                             | Emma Donoghue         | Room                               | Room de Emma Donoghue                                                           | Indicada |                                                                | Lésbica    | [ 184 ]    |         |
| 2015                             | Phyllis Nagy          | Carol                              | The Price of Salt de Patricia Highsmith                                         | Indicada |                                                                | Lésbica    | [ 185 ]    |         |
| 2016                             | Tarell Alvin McCraney | Moonlight                          | In Moonlight Black Boys Look Blue de Tarell Alvin McCraney                      | Venceu   |                                                                | Gay        | [ 186 ]    |         |
| 2017                             | James Ivory           | Call Me by Your Name               | Call Me by Your Name de André Aciman                                            | Venceu   |                                                                | Gay        | [ 100 ]    |         |
| 2017                             | Dee Rees              | Mudbound                           | Mudbound de Hillary Jordan                                                      | Indicada | Primeira mulher negra queer a ser indicada ao Oscar de roteiro | Lésbica    | [ 187 ]    |         |
| 2018                             | Jeff Whitty           | Can You Ever Forgive Me?           | Can You Ever Forgive Me? de Lee Israel                                          | Indicado |                                                                | Gay        | [ 188 ]    |         |

## Melhor Roteiro (Original)
| Oscar de Melhor Roteiro Original |                    |                             |          |            |            |
| Ano                              | Nome               | Filme                       | Status   | Demografia | Referência |
| 1942                             | Noël Coward        | In Which We Serve           | Indicado | Gay        | [ 189 ]    |
| 1942                             | George Oppenheimer | The War Against Mrs. Hadley | Indicado | Gay        | [ 44 ]     |
| 1952                             | Terence Rattigan   | The Sound Barrier           | Indicado | Gay        | [ 174 ]    |
| 1961                             | William Inge       | Splendor in the Grass       | Venceu   | Gay        | [ 190 ]    |
| 1965                             | Jacques Demy       | Les Parapluies de Cherbourg | Indicado | Bissexual  | [ 128 ]    |
| 1968                             | Arthur C. Clarke   | 2001: A Space Odyssey       | Indicado | Gay        | [ 191 ]    |
| 1969                             | Luchino Visconti   | La caduta degli dei         | Indicado | Gay        | [ 192 ]    |
| 1977                             | Arthur Laurents    | The Turning Point           | Indicado | Gay        | [ 193 ]    |
| 1979                             | James Bridges      | The China Syndrome          | Indicado | Gay        | [ 177 ]    |
| 1986                             | Hanif Kureishi     | My Beautiful Laundrette     | Indicado | Bissexual  | [ 194 ]    |
| 1993                             | Ron Nyswaner       | Filadélfia                  | Indicado | Gay        | [ 195 ]    |
| 1999                             | Alan Ball          | Beleza Americana            | Venceu   | Gay        | [ 98 ]     |
| 2000                             | John Logan         | Gladiador                   | Indicado | Gay        | [ 182 ]    |
| 2002                             | Pedro Almodóvar    | Hable con ella              | Venceu   | Gay        | [ 103 ]    |
| 2002                             | Todd Haynes        | Longe do Paraíso            | Indicado | Gay        | [ 196 ]    |
| 2004                             | John Logan         | O Aviador                   | Indicado | Gay        | [ 182 ]    |
| 2008                             | Dustin Lance Black | Milk                        | Venceu   | Gay        | [ 130 ]    |
| 2010                             | Lisa Cholodenko    | The Kids Are All Right      | Indicada | Lésbica    | [ 197 ]    |
| 2015                             | Jonathan Herman    | Straight Outta Compton      | Indicado | Gay        | [ 198 ]    |
| 2022                             | Tony Kushner       | Os Fabelmans                | Indicado | Gay        | [ 162 ]    |

## Melhor Roteiro (História Original)
| Oscar de Melhor História Original |                    |                                  |          |            |            |
| Ano                               | Nome               | Filme                            | Status   | Demografia | Referência |
| 1946                              | John Patrick       | The Strange Love of Martha Ivers | Indicado | Gay        | [ 44 ]     |
| 1950                              | Leonard Spigelgass | A Noite de 23 de Maio            | Indicado | Gay        | [ 44 ]     |
| 1951                              | James Bernard      | Seven Days to Noon               | Venceu   | Gay        | [ 199 ]    |
| 1951                              | Paul Dehn          | Seven Days to Noon               | Venceu   | Gay        | [ 178 ]    |
| 1955                              | Nicholas Ray       | Rebel Without a Cause            | Indicado | Bissexual  | [ 200 ]    |

## Governors Awards
O Governors Awards é uma cerimônia anual organizada pela Academia de Artes e Ciências Cinematográficas, dedicada a homenagear atores e cineastas com prêmios pelo conjunto da obra. São concedidos três prêmios: o Oscar Honorário, o Prêmio Humanitário Jean Hersholt, e o Prêmio Memorial Irving G. Thalberg. Ao contrário do Oscar, as indicações e votações para esses prêmios são restritas aos membros do Conselho de Governadores da AMPAS.
O Oscar Honorário homenageia conquistas profissionais excepcionais, contribuições para a indústria cinematográfica e serviços prestados à academia. O Oscar Honorário é frequentemente concedido em preferência àqueles com realizações notáveis no cinema que, no entanto, nunca ganharam um Oscar. Assim, muitos dos seus destinatários são estrelas da Era de Ouro do Cinema de Hollywood, como Lillian Gish, Barbara Stanwyck, Kirk Douglas, e Lauren Bacall.
Entre os prêmios honorários de atuação, a academia também presenteava jovens atores merecedores com o Oscar Juvenil. (A maioria deles não está listada aqui; alguns dos primeiros "Prêmios Especiais" que mais tarde se tornaram conhecidos nessa categoria de atuação como "Oscar Juvenil Especial" estão listados com "Prêmio Especial" adicionado entre parênteses.)
O Prêmio Humanitário Jean Hersholt homenageia as contribuições notáveis de um indivíduo para causas humanitárias.
O Prêmio Memorial Irving G. Thalberg homenageia produtores criativos, cujos trabalhos refletem uma qualidade consistentemente alta de produção cinematográfica.
| Governors Awards |                  |                                  | |                          |            |
| Ano              | Nome             | Prêmio                           | Conquista | Demografia               | Referência |
| 1942             | Noël Coward      | Oscar Honorário                  | Por sua notável conquista de produção em In Which We Serve. (Certificado de Mérito)                                                                   | Gay                      | [ 189 ]    |
| 1954             | Greta Garbo      | Oscar Honorário                  | Por suas performances inesquecíveis nas telas. (Estatueta)                                                                                            | Bissexual (supostamente) | [ 203 ]    |
| 1961             | Jerome Robbins   | Oscar Honorário                  | Por suas brilhantes realizações na arte da coreografia cinematográfica. (Estatueta)                                                                   | Bissexual                | [ 95 ]     |
| 1969             | Cary Grant       | Oscar Honorário                  | Por seu domínio único da arte de atuar nas telas com o respeito e carinho de seus colegas. (Estatueta)                                                | Bissexual (supostamente) |            |
| 1981             | Barbara Stanwyck | Oscar Honorário                  | Pela criatividade superlativa e contribuição única à arte da atuação no cinema. (Estatueta)                                                           | Bissexual (supostamente) | [ 204 ]    |
| 1973             | Henri Langlois   | Oscar Honorário                  | Pela sua devoção à arte do cinema, pelas suas enormes contribuições na preservação do seu passado e pela sua fé inabalável no seu futuro. (Estatueta) | Gay                      | [ 205 ]    |
| 2013             | Piero Tosi       | Oscar Honorário                  | Um visionário cujos figurinos incomparáveis moldaram a arte viva e atemporal no cinema. (Estatueta)                                                   | Gay                      | [ 82 ]     |
| 2014             | Angelina Jolie   | Prêmio Humanitário Jean Hersholt | Contribuições notáveis para causas humanitárias. (Estatueta)                                                                                          | Bissexual                |            |